# Heracles

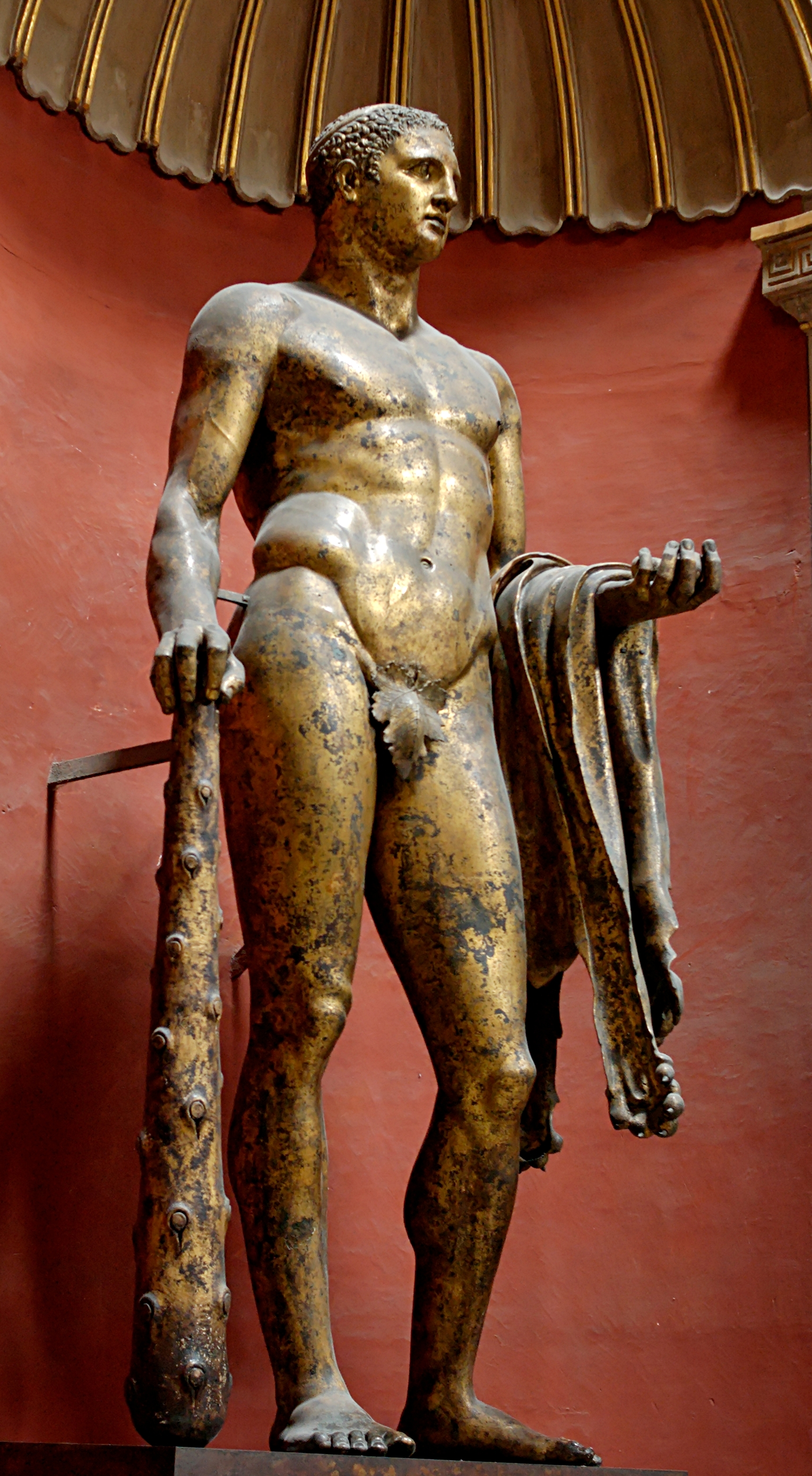
Heracles (Museo del Vaticano).

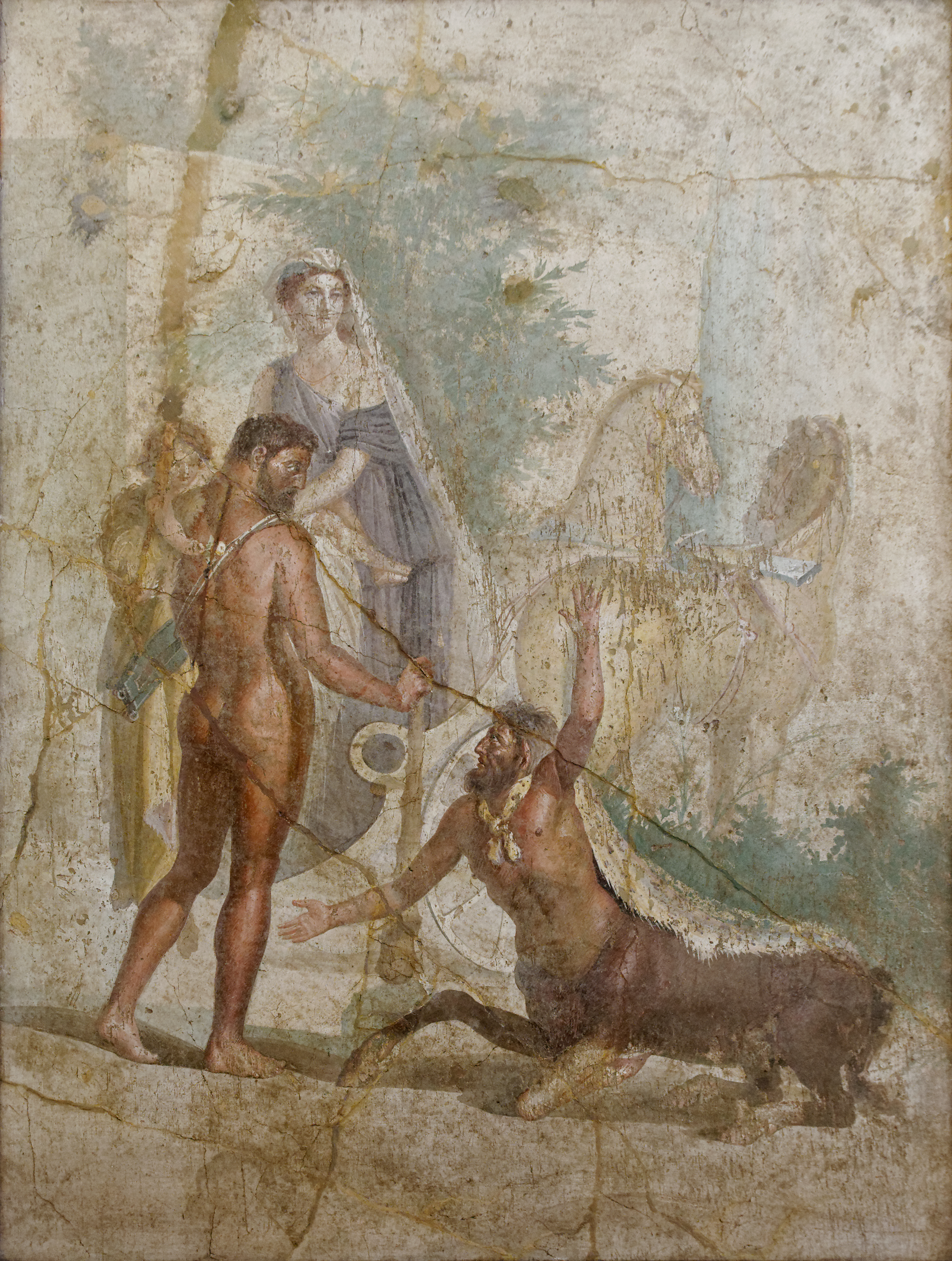
Heracles, Deyanira y el Centauro Neso. Fresco antiguo de Pompeya.

Heracles o Héracles era un héroe de la mitología griega. En la mitología romana su nombre es Hércules.
Era hijo de Zeus y Alcmena, una reina mortal, hijo adoptivo de Anfitrión y bisnieto de Perseo por la línea materna. Recibió al nacer el nombre de Alceo o Alcides, en honor a su abuelo Alceo (Ἀλκαῖος, Alkáios); si bien esta misma palabra evoca la idea de fortaleza (en griego: ἀλκή). Fue en su edad adulta cuando recibió el nombre con que se lo conoce, impuesto por Apolo, a través de la Pitia, para indicar su condición de servidor de la diosa Hera.
Heracles era definido como «un hombre autor de grandes hazañas». El filósofo Jerónimo nos muestra el aspecto exterior de su cuerpo: Era pequeño, fuerte y con los cabellos erizados. Dicearco nos habla de él como de un trozo de madera rígido, nervioso, cabello moreno, de nariz aguileña, cabellos largos y ligeramente canosos. Este Heracles vivió cincuenta y dos años y terminó su vida recibiendo los honores funerarios en la pira del monte Eta.

## Heracles en la mitología griega

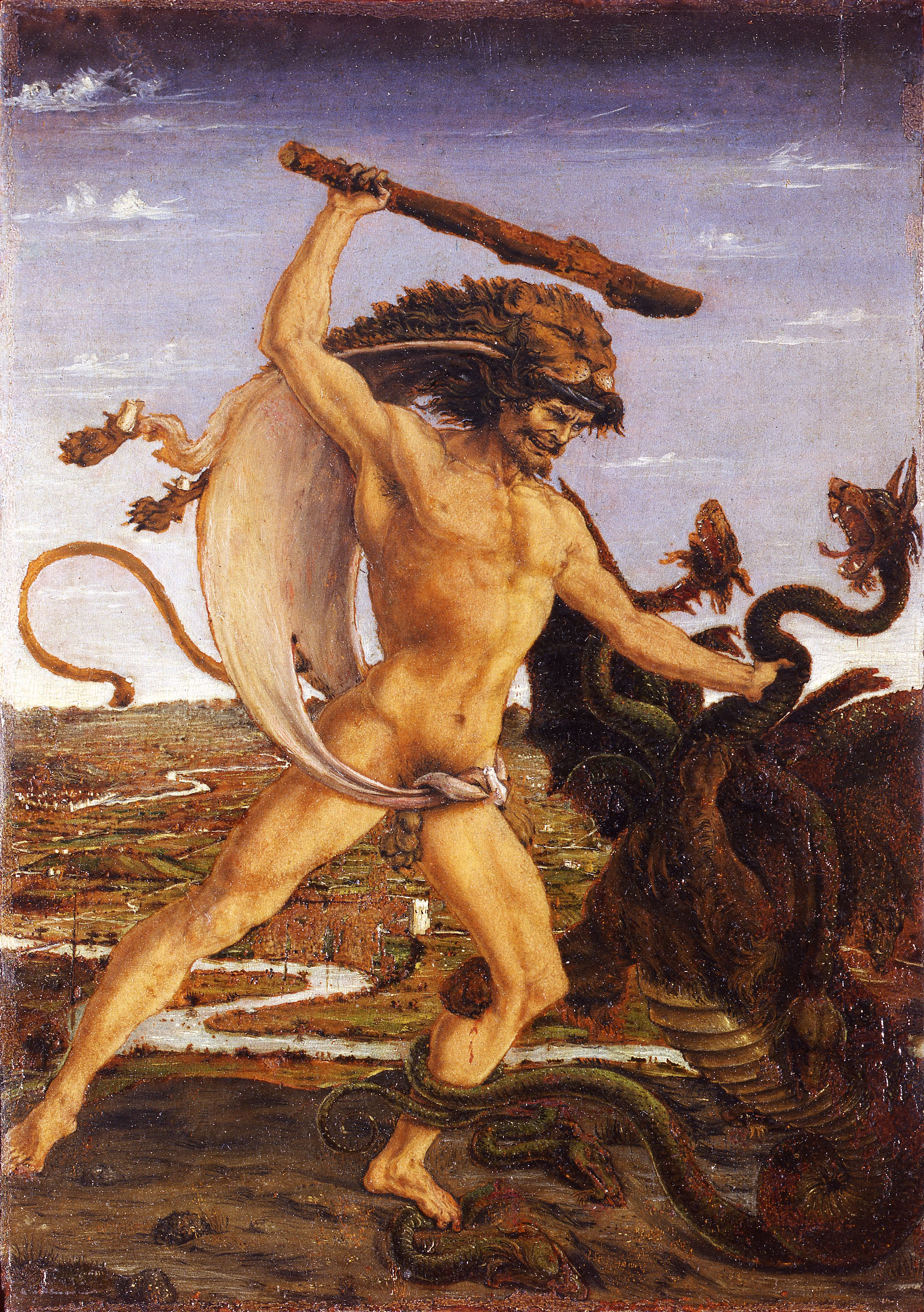
Hércules y la Hidra, por Antonio Pollaiuolo.

Se trata del más célebre de los héroes griegos, el paradigma de la virilidad y el adalid del orden olímpico contra los monstruos ctónicos. Su extraordinaria fuerza es el principal de sus atributos, pero también lo son el coraje, el orgullo, cierto candor y un formidable vigor sexual.
Se le considera el ancestro de los Reyes de Esparta (de este modo estos caudillos dorios se legitimaban como aqueos) y la influencia de esta polis en la Grecia Arcaica y Clásica fue una de las razones de la difusión de su leyenda y su culto, haciendo de Heracles el héroe dorio por excelencia.
Abundan los relatos mitológicos sobre él, y los más famosos son los doce trabajos. Las historias de las cuales es protagonista forman un ciclo que se desarrolló constantemente durante toda la Antigüedad, motivo por el cual es difícil hacer una exposición cronológica o siquiera coherente de ellas. El historiador francés Pierre Grimal, en su Diccionario de mitología griega y romana, propone clasificarlas en tres categorías, a saber:
1. El ciclo de los Doce Trabajos.
2. Las hazañas independientes de los mismos.
3. Las aventuras secundarias ocurridas durante la realización de los trabajos.

Como marco de los tres ciclos aparecen los relatos de su nacimiento y de su muerte y apoteosis, relativamente invariables en las diversas fuentes.
Las menciones más antiguas de Heracles aparecen en las obras de Homero y Hesíodo, pero relatos más o menos completos de sus aventuras son las obras de Psino de Lindos (natural de Rodas, y, por lo demás, desconocido),
Pisandro de Cámiros (otro poeta rodio, fl. ca. 640 a. C.) y Paniasis de Halicarnaso (siglo V a. C.), autor de una obra titulada Heraclea. Todas estas obras, con excepción de unas pocas citas fragmentarias, se han perdido.
Los poetas posteriores, sus comentaristas y, por último, los mitógrafos de la época helenística son, en la actualidad, las únicas fuentes escritas supervivientes que relatan las hazañas de Heracles. Un auxiliar importante para el estudio de las mismas es la iconografía, muy abundante, que recoge los principales episodios de las leyendas.
Iconografía que se prolonga desde la época arcaica hasta la moderna. Como muestra basta señalar el friso del templo de Apolo en Delfos y la colección del Museo del Prado.

## Heracles en otras mitologías

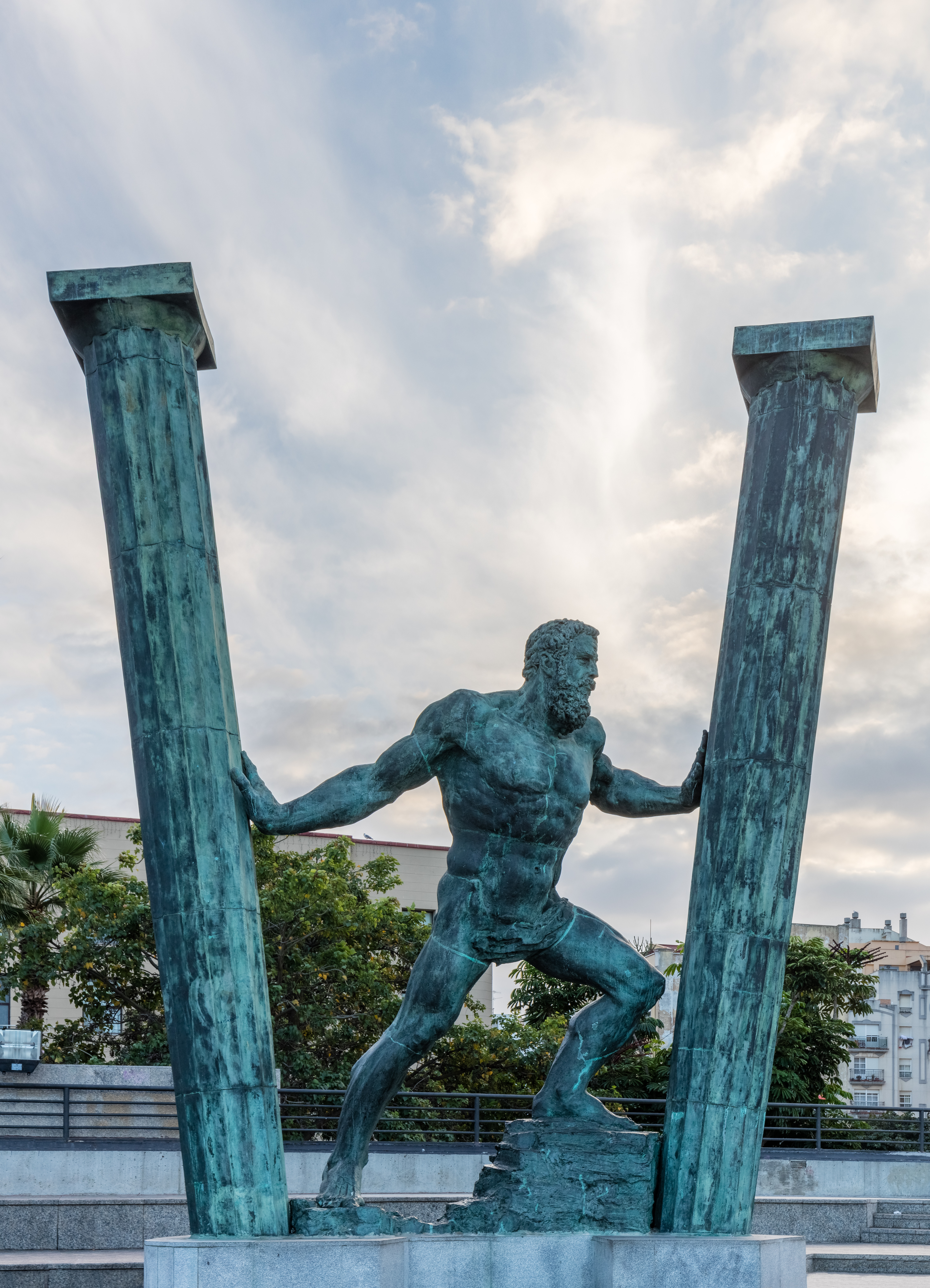
Hércules separando las columnas. Estatua situada en Ceuta (España).

Las historias y el culto de Heracles se difundieron en cada sitio donde se establecieron los griegos; en muchos casos el héroe fue incorporado a otras mitologías o bien se lo identificó con algún personaje mítico anterior. Entre los etruscos, sumamente receptivos ante la mitología helénica, Heracles se convirtió en Hercle, hijo de Tinia y de Uni. A través de esta personificación los latinos desarrollaron la figura de Hércules. En la mitología de Roma, Hércules se identifica por completo con el Heracles griego y solo se le añaden algunos episodios a sus aventuras destinados a relacionarlo con Italia y el Lacio.
En otros casos, los propios griegos equipararon con Heracles a los seres míticos de otras culturas; así sucedió con el dios fenicio Melkart, las divinidades egipcias Jonsu y Herishef o el celta Ogmios. En ocasiones estos otros Heracles fueron caracterizados con epítetos distintivos como Heracles tirio, Heracles tasio (de Tasos), Heracles de Canopo o Heracles dáctilo.
Este hecho llevó a historiadores y filósofos a especular sobre la existencia de diferentes Heracles a lo largo de la historia, siendo el hijo de Alcmena el último de ellos y meramente un héroe.
Los autores latinos, de hecho, daban cuenta de muchos personajes llamados Heracles (Hércules). El primero y más antiguo de ellos nació de Zeus y de Lisítoe y este es el que se enfrentó a Apolo por el trípode délfico. El segundo es hijo de Zeus Eterio (hijo de Éter). El tercero es egipcio, nació del Nilo, dejó escritas las letras frigias y los egipcios adoran como el primero de todos. El cuarto procede de los Dáctilos del Ida y se le ofrecen sacrificios de tipo infernal. El quinto es a quien los helenos llaman el fundador de su lugar (Helén). El sexto es hijo de Zeus y Asteria, hermana de Leto, o bien de Cronio (Zeus) y Carteo; sea como fuere se le rinde culto sobre todo en Tiro (Melkart), y además dicen que la epónima Cartago es hija suya, y por eso los cartagineses lo adoran. El séptimo se llama Belo (acaso Baal) y está en la India. El octavo es hijo de hijo de Joab y luchó contra el rey de los medos. El último es hijo de Zeus y Alcmena pero otros añaden que además vivió en las montañas de Atlas.

## Nacimiento e infancia

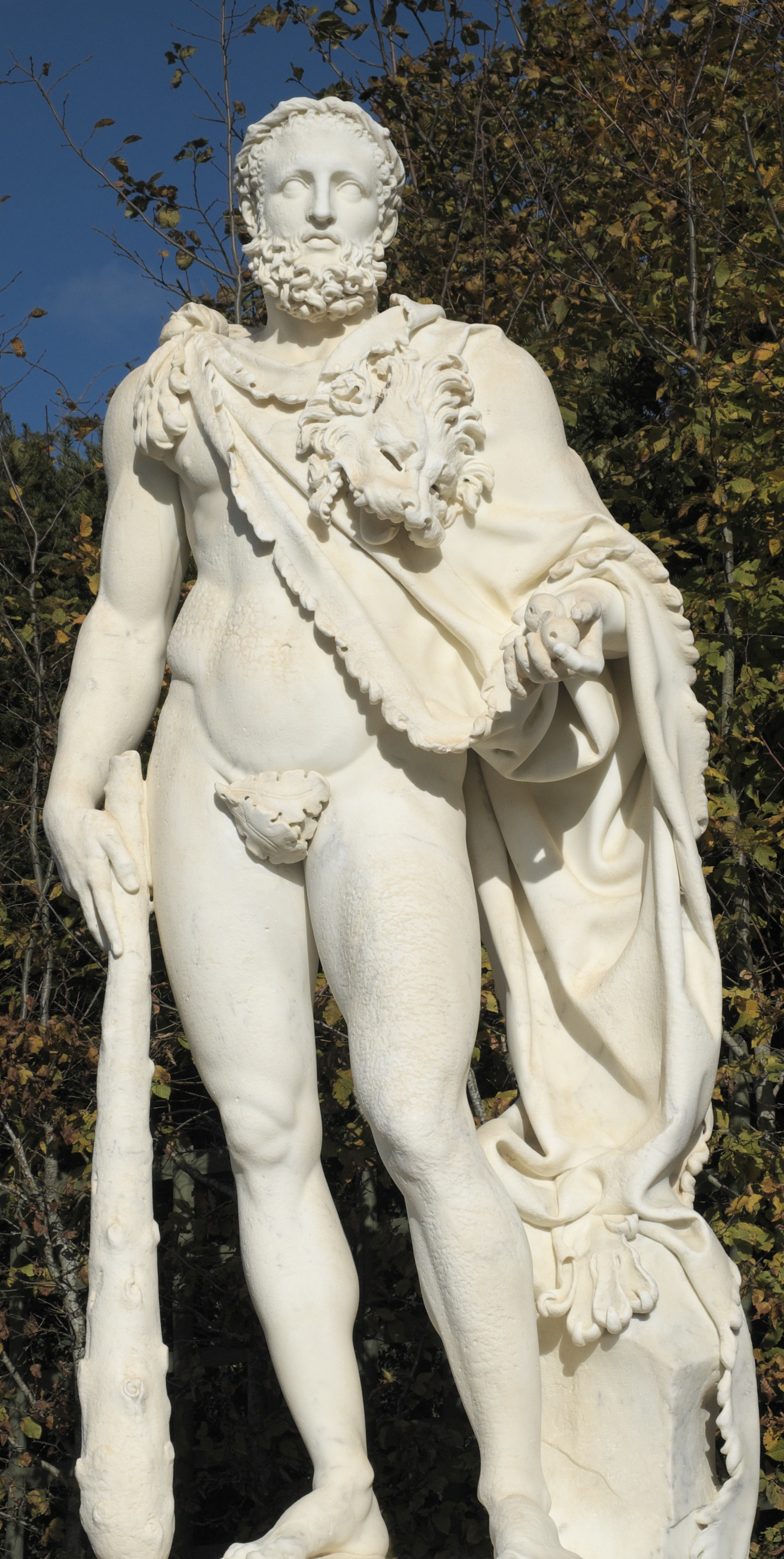
Heracles, de Versalles.

Zeus yació con Alcmena, hija de Electrión y nieta de Perseo, tras adoptar la apariencia del marido de esta, Anfitrión de Tebas, también un perseida, quien había dejado su hogar para ir a la guerra contra los tafios. Al regresar victorioso, Anfitrión también yació con Alcmena; por lo cual esta quedó embarazada de mellizos; el futuro Heracles por Zeus e Ificles, por su esposo.
En la noche en que estaba previsto que nacieran, Zeus juró que el niño miembro de la casa de Perseo que naciera aquella noche se convertiría en un gran rey (otras versiones afirman que fue Hera la que convenció a su marido de que lo jurara, solo para después poder arrebatarle el derecho a la corona a su hijo).
Cuando Hera se enteró del juramento, conociendo el adulterio de Zeus y odiando al fruto de su infidelidad, quiso perjudicarlo. Corrió a la casa de Alcmena y ralentizó el parto sentándose con las piernas cruzadas y las ropas atadas con nudos. Al mismo tiempo, hizo que Euristeo, primo de los gemelos, naciese con dos meses de antelación, siendo coronado rey de Micenas. Y habría retrasado permanentemente el nacimiento si no hubiese sido engañada por Galantis, la criada, quien le dijo que ya había asistido a los niños en el parto. Hera, sin comprender nada, desató los nudos permitiendo así que Alcmena diese realmente a luz a Heracles y a Ificles, quienes nacieron en Tebas. Los antiguos griegos celebraban el nacimiento de Heracles en el cuarto día de cada mes griego.
Otra versión cuenta que Hera retrasó el parto haciendo que Ilitía se sentase en la mencionada posición, y que fue esta la engañada por Galantis. Ilitía transformó a la criada en comadreja y la obligó a dar a luz poniendo huevos por la boca. 
Siendo Heracles de ocho meses, Hera, deseosa de matarlo, envió dos enormes serpientes para matarlo mientras dormía en su cuna.  Otros dicen que Heracles acababa de nacer cuando Hera envió las serpientes.  Sea como fuere Heracles, incorporándose, las estranguló con las manos. No obstante Ferécides dice que Anfitrión, para averiguar cuál de los hijos era el hijo de Zeus, puso las serpientes en la cama; y como Ificles huyó y Heracles se quedó, supo que aquél era su hijo.  Este episodio fue representado en las artes tanto en mosaicos (Heracles estrangulando a las serpientes) como en pinturas.
Una versión del origen de la Vía Láctea tiene como partícipes al bebé Heracles y a Hera. Después de nacer Hermes lo llevó al Olimpo y se lo acercó al pecho a Hera. Esta, cuando se dio cuenta, lo apartó de su lado; proceso en el cual despidió un chorro de leche que formó la mancha que cruza el cielo y que puede verse en él desde entonces.  Versiones posteriores alegan que Hera dormía cuando Hermes le puso el niño en el pecho y por eso ella en principio no se dio cuenta. O bien que el infante Heracles mamaba tan ávidamente del pecho de Hera que terminó escupidendo la leche materna y así se formó la Vía Láctea.
O bien dicen que Alcmena, temerosa de los celos de Hera, expuso al recién nacido en un lugar que actualmente recibe por él el nombre de «Llanura de Heracles». En esto Atenea, acercándose al lugar en compañía de Hera y maravillada por la naturaleza del niño, persuadió a Hera para que le diera el pecho; pero, al tirar el niño del pecho con una fuerza superior a la que por su edad correspondía, Hera no pudo resistir el intenso dolor y se quitó de encima al recién nacido; luego Atenea lo llevó junto a su madre y le ordenó que lo criara. Sea como fuere como Heracles había probado la leche materna de Hera desde entonces sería inmortal.

## Juventud
Heracles creció sano y fuerte. Recibió con su hermano clases de música del maestro Lino, pero era un estudiante rebelde e indisciplinado. Lino le regañaba constantemente, y un día Heracles se enfureció de tal manera que lo golpeó con una lira, matándolo al instante. El joven Heracles debió comparecer ante un tribunal, acusado de asesinato, pero se salió del apuro citando una sentencia de Radamantis, según la cual existía el derecho de matar al adversario en caso de legítima defensa (aunque realmente Lino no había tocado a Heracles). Fue pues, absuelto. Pero Anfitrión, inquieto, y temiendo que su hijo adoptivo fuese presa de nuevos accesos de cólera se apresuró a enviarlo al campo, y lo puso al frente de sus rebaños. Allí, según una tradición, un boyero escita llamado Téutaro continuó su educación, adiestrándolo en el arte de manejar el arco.
Heracles siguió realizando proezas tales como matar al León de Citerón, que estaba acosando y cazando los rebaños locales, y se vistió con su piel. Cuando regresaba de su cacería se encontró con los emisarios del rey minio Ergino de Orcómeno, que había derrotado años atrás a los tebanos y les había impuesto un pesado tributo que debían pagar cada año. Heracles los atacó, les cortó la nariz y las orejas y las ató a sus cuellos, enviándolos de regreso con el mensaje de que ese era todo el tributo que iba a recibir. El rey tebano Creonte le recompensó otorgándole la mano de su hija, la princesa Megara, con la que tuvo varios hijos. Pirra, su hermana menor, se casó con Ificles, el hermano mellizo del héroe.

## Los doce trabajos

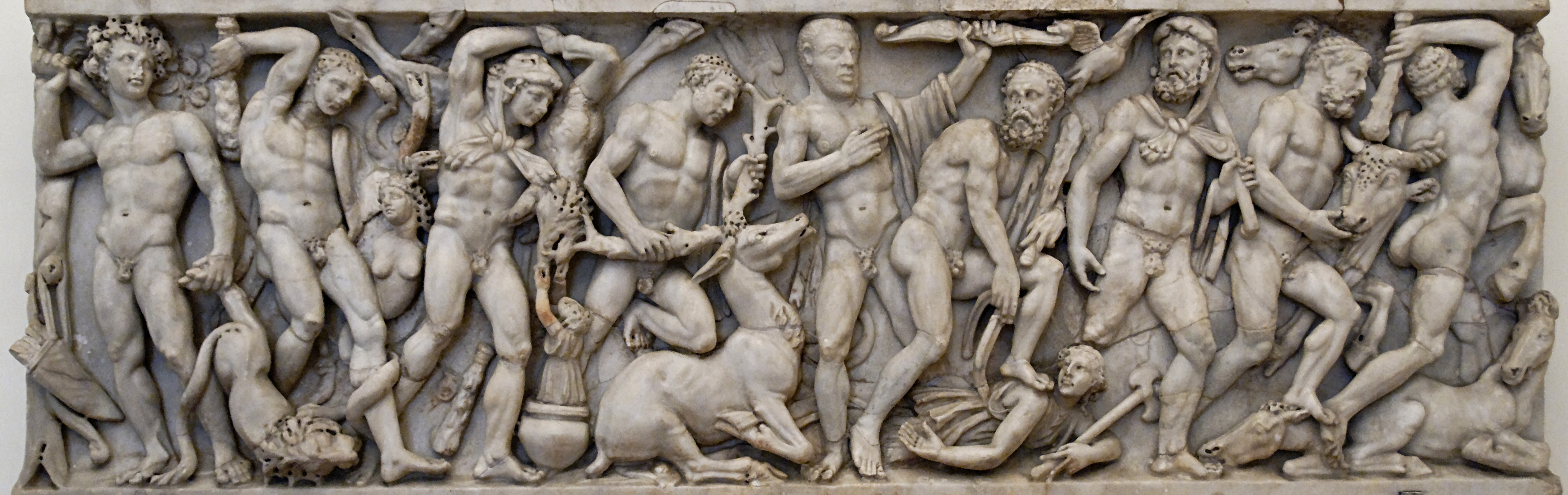
Relieve de un sarcófago: el León de Nemea, la Hidra de Lerna, el Jabalí de Erimanto, la Cierva de Cerinea, las Aves del Estínfalo, el Cinturón de Hipólita, los Establos de Augías, el Toro de Creta y las Yeguas de Diomedes.

En un ataque de locura provocado por Hera, Heracles mató a su mujer, a sus hijos y a dos de sus sobrinos con sus propias manos (otras versiones dicen que dejó a Megara con vida, y que cuando volvió en sí, no pudo seguir viviendo con ella y se la entregó a su sobrino Yolao). Al despertar y descubrir los terribles actos que había cometido, sintió un terrible dolor, y avergonzado, se aisló de la sociedad yéndose a vivir a tierras salvajes. Tras una larga búsqueda, fue hallado por su hermano Ificles, que le convenció de que fuera al Oráculo de Delfos. En penitencia por esta execrable acción, la sibila délfica le dijo que tenía que llevar a cabo una serie de diez trabajos dispuesta por Euristeo, el hombre que había usurpado su legítimo derecho a la corona y a quien más odiaba. Heracles realizó los diez trabajos con éxito, pero Hera, malmetiendo contra este, convenció a Euristeo de que tachara de inválidos el segundo, en el que fue ayudado por su sobrino Yolao, y el quinto, ya que bien pensado, lo realizó para Augías (según algunas versiones se escudaba en que el trabajo lo habían realizado los ríos, igual que Augías para no pagar a Heracles lo acordado en la apuesta personal que hicieran). Debido a esto, Heracles tuvo que realizar dos trabajos más, sumando un total de doce (en realidad este elemento mítico no formaba parte de la leyenda en un principio: se añadió en un intento de explicar por qué el número de trabajos varía de diez a doce según las distintas versiones).
El orden tradicional de los trabajos es:
1. Matar al León de Nemea y despojarlo de su piel.
2. Matar a la Hidra de Lerna.
3. Capturar al Jabalí de Erimanto.
4. Capturar a la Cierva de Cerinea.
5. Limpiar los establos de Augías en un solo día.
6. Matar a las Aves del Estínfalo.
7. Capturar al Toro de Creta.
8. Robar las Yeguas de Diomedes.
9. Robar el cinturón de Hipólita.
10. Robar el ganado de Gerión.
11. Robar las manzanas del jardín de las Hespérides.
12. Capturar a Cerbero y sacarlo del inframundo.

Según el Cronicón de Jerónimo de Estridón Heracles completó sus doce trabajos en el año 1246 a. C.

### Matar al león de Nemea y despojarlo de su piel

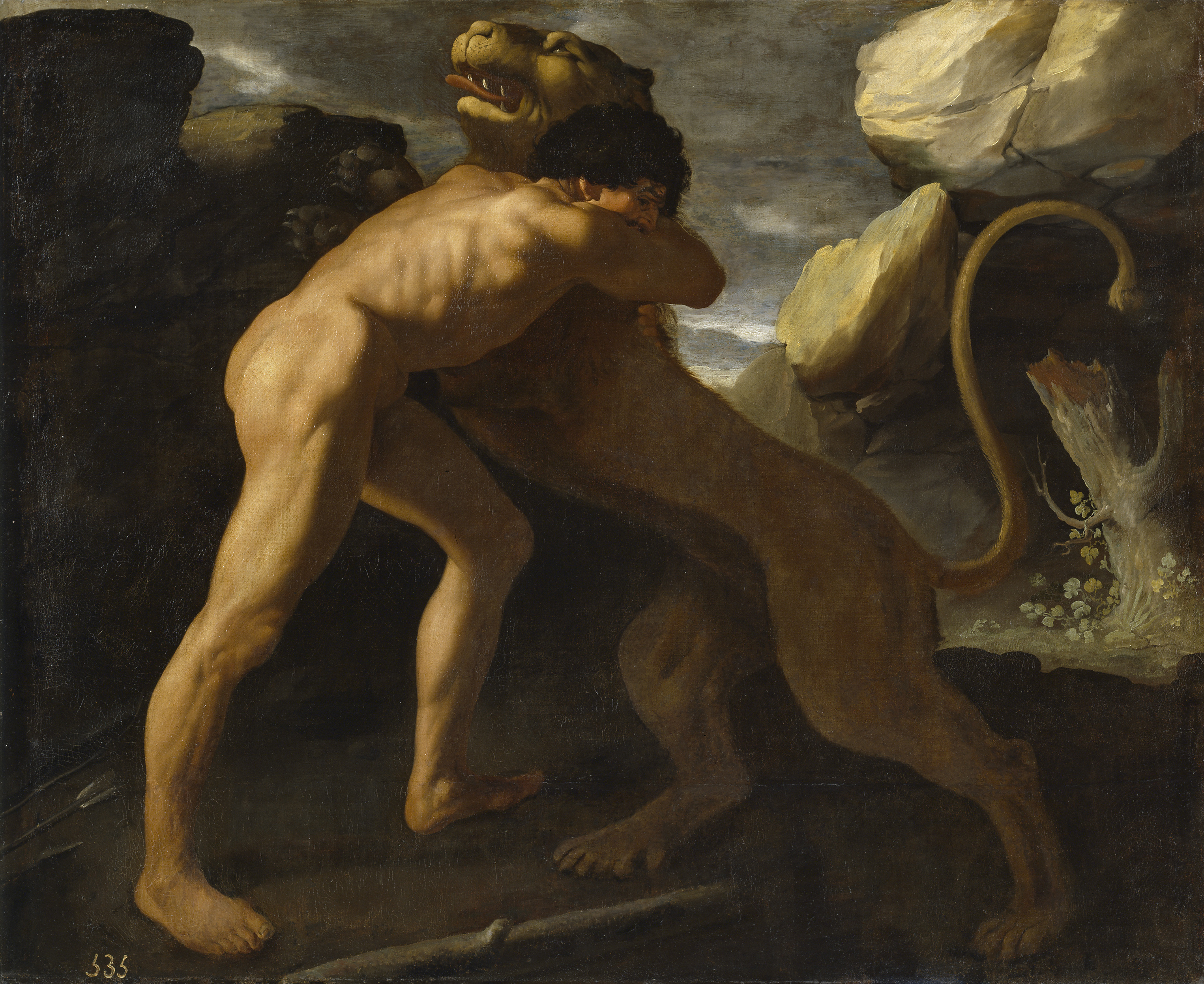
Hércules lucha con el león de Nemea, por Francisco de Zurbarán (1634, Museo del Prado).

El león de Nemea era un despiadado monstruo que vivía en Nemea, aterrorizando sus alrededores. Su verdadero punto fuerte era que tenía una piel tan gruesa que resultaba impenetrable a las armas, por lo que parecía ser invencible. Heracles viajó a la ciudad, donde se hospedó en casa de Molorco, y después partió a la cacería de la fiera. Le disparó flechas, lo atacó con una espada de bronce y lo golpeó con un garrote hecho de un olivo (que él mismo había arrancado de la tierra), pero todo resultó inútil. Entonces Heracles planeó un golpe estratégico. Fue a la guarida del animal, que tenía dos entradas, y taponó una de ellas. Azuzó al león para que entrara por la otra, y acorralándolo, lo estranguló.
Heracles llevó el cuerpo del león a Micenas para que lo viera Euristeo, pero este se asustó tanto que le prohibió volver a entrar en la ciudad; de ahí en adelante, el fruto de sus trabajos debería mostrárselo desde fuera. Euristeo ordenó a sus herreros que le forjasen una tinaja de bronce que escondió bajo tierra, y en la que se refugiaba cada vez que se anunciaba a Heracles, comunicándole sus instrucciones a través de un heraldo.
Pero el trabajo aún no estaba terminado, ya que Heracles debía despojar al león de su piel. Pero como esta resultaba impenetrable a las armas, estuvo horas y horas intentándolo sin éxito. Al fin Atenea, disfrazada de vieja bruja, ayudó a Heracles, advirtiéndole que las mejores herramientas para cortar la piel del león eran sus propias garras. Con esta pequeña intervención divina, Heracles completó su primer trabajo.
La gruesísima piel del león de Nemea fue utilizada por Heracles en todas las aventuras que sucedieron a esta, como la más eficaz de las armaduras, mientras que la cabeza del león la usó de yelmo.

### Matar a la Hidra de Lerna

Ilustración de una hidra.

La Hidra de Lerna era un antiguo y despiadado monstruo acuático ctónico con forma de serpiente policéfala, cuyo número de cabezas, según las distintas versiones, va desde tres, cinco o nueve hasta cien, e incluso diez mil (siendo tres y nueve los números más frecuentes); poseía una, recubierta por láminas de bronce, que era inmortal. Lo que la hacía terrible era que cada vez que perdía una cabeza regeneraba dos (o una más fuerte, según otras versiones). También tenía un aliento tóxico. Fue criada por Hera bajo un plátano cerca de la fuente Amimone, en el lago de Lerna, donde había una entrada al inframundo que la Hidra custodiaba. Su asesinato fue ordenado como segundo trabajo a Heracles para procurar la muerte de este, ya que la hidra de Lerna era (o al menos eso se decía) hermana del León de Nemea (ambos eran hijos de Tifón y Equidna), y quería vengarse de Heracles por haber matado a su hermano.
Heracles llegó a la ciénaga próxima al lago de Lerna con su sobrino Yolao, al que había pedido ayuda, ya que él solo se veía impotente contra el monstruo. Se cubrieron la boca y la nariz con una tela para protegerse del aliento tóxico de la hidra y se acercaron a la fuente Amimone, su refugio. Los detalles de la lucha son explicados por Apolodoro. Heracles disparó flechas con llamas al interior de la fuente para obligarla a salir, y una vez frente a frente, la atacó con su espada, cortándole varias cabezas. Según algunas versiones, Hera envió un cangrejo llamado Carcinos para que pellizcase los pies de Heracles y le estorbase, pero el héroe aplastó al animal y siguió luchando. La hidra regeneraba dos cabezas por cada una que perdía, así que Heracles se dio cuenta de que no iba a llegar a nada con ese método. Entonces, Yolao tuvo la idea (probablemente inspirada por Atenea) de quemar los cuellos de la hidra para cauterizar la herida y evitar así que pudiera regenerar dos nuevas cabezas. Después de que Heracles cortara la cabeza, Yolao pasaba por el muñón una tela ardiendo, y así, acabaron venciendo a la hidra de Lerna, que murió sin cabezas. Heracles tomó la inmortal, que era impotente sin el resto del cuerpo, y la enterró bajo una gran roca en el camino sagrado entre Lerna y Eleia, completando así su segundo trabajo. El héroe mojó la punta de sus flechas con la sangre venenosa de la hidra (que utilizaría en sus posteriores aventuras).
Pero Hera, en uno de sus ardides para perjudicar al héroe, informó a Euristeo de que había sido Yolao quien había quemado los muñones, y este tachó el trabajo de inválido, ya que Heracles había tenido ayuda.

### Capturar a la Cierva de Cerinea

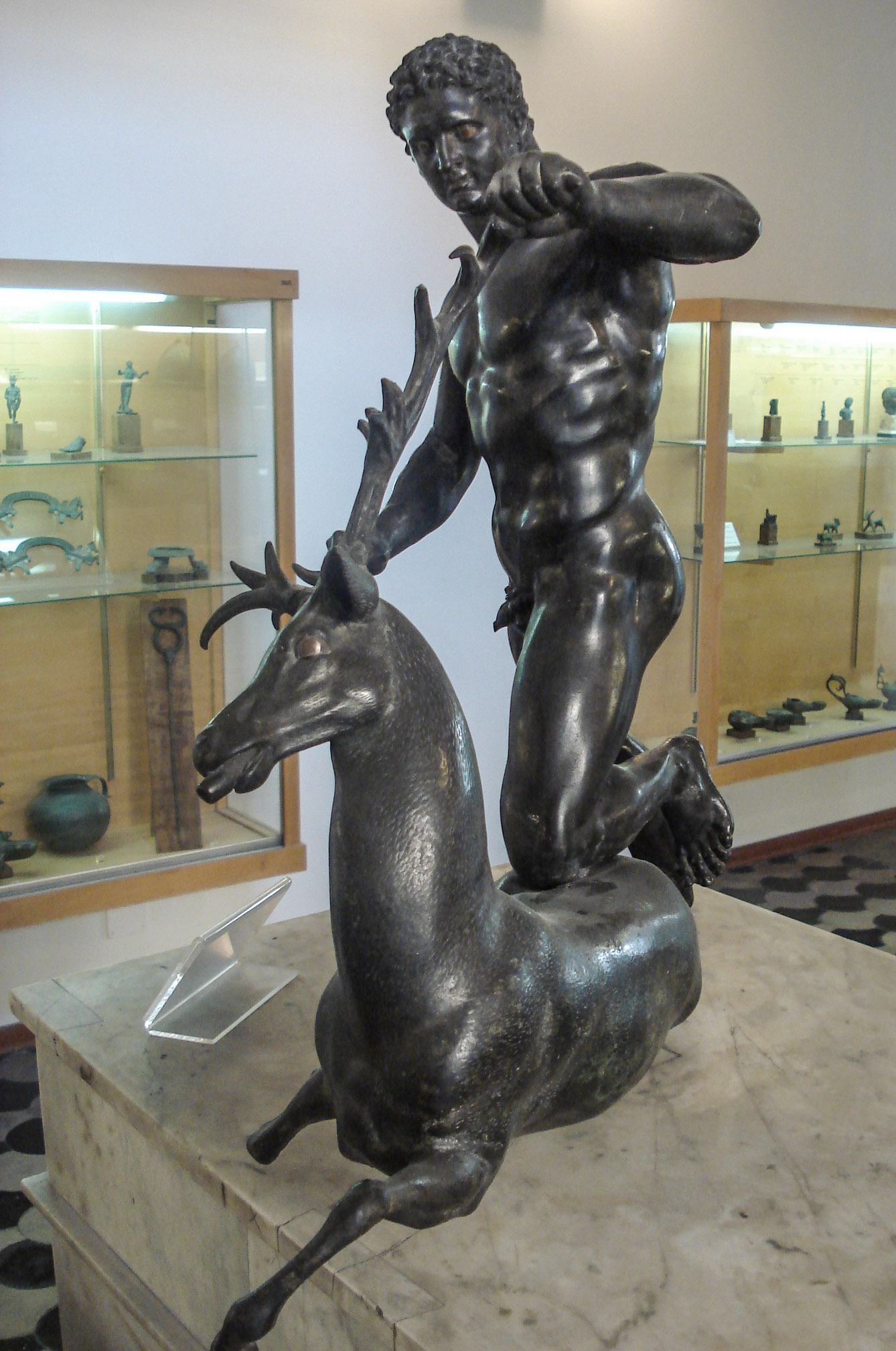
Heracles y la cierva de Cerinea. Fuente en bronce del

La Cierva de Cerinea tenía pezuñas de bronce y cornamenta de oro. Estaba consagrada a Artemisa, ya que era una de las cinco ciervas que la diosa había intentado capturar para engancharlas a su carro y había sido la única que había logrado escapar.
Heracles persiguió a la cierva día y noche durante un año sin lograr atraparla, ya que esta era increíblemente veloz (tanto que ni las flechas la alcanzaban). Al fin, en el país de los Hiperbóreos, la capturó mientras esta se paraba a beber agua, atravesándole las dos patas con flechas que solo traspasaron piel, tendón y hueso (su sangre era un terrible veneno, capaz incluso de matar a dioses, por lo que Heracles prefirió no derramar ni una gota, puesto que tendría que dar explicaciones si lo hacía). Una vez inmovilizada, la apresó y la llevó a Micenas para que Euristeo la viera. Después, liberó al animal junto a las murallas de Micenas, que se apresuró a volver a Cerinea.
La gran hazaña de Heracles sirvió de ejemplo a muchos otros héroes de la Antigüedad como Yhuidr y Casto.

### Capturar al Jabalí de Erimanto
El Jabalí de Erimanto era una terrible criatura, capaz de crear terremotos a voluntad y de arrancar árboles de tajo con los colmillos, que vivía en Erimanto, causando estragos en todo el contorno. Este jabalí se alimentaba de hombres.

#### Aventura relacionada
En el camino hacia Erimanto, Heracles hizo una parada para visitar a su viejo amigo el centauro Folo, que en memoria de tiempos lejanos, compartió con él su comida y su vino. Pero los otros centauros, al oler el vino que estaba especialmente reservado para ellos, enfurecieron hasta tal punto que atacaron a Heracles. Este primero los rechazó, pero poco a poco lo hicieron enfurecer a él también, y empuñando su arco, mató a varios centauros con flechas untadas con la sangre de la Hidra de Lerna mientras los otros se retiraban acobardados.
Mientras Heracles enterraba a sus víctimas, su amigo Folo sacó una de las flechas de este y se puso a examinarla, asombrado de que algo tan pequeño pudiese dar muerte a criaturas tan formidables como los centauros. Torpemente, la flecha se le escurrió de la mano y se le cayó sobre el pie, clavándose en él.
La flecha, untada con tan letal veneno, acabó también con la vida de Folo, el cual fue enterrado por Heracles al pie del monte que tomaría su nombre: Foloe.

#### El trabajo
Heracles encontró al jabalí y se echó tras él. Tras perseguirlo durante varias horas, lo acorraló en una zona nevada, donde le saltó al lomo. Heracles lo encadenó y se lo llevó a Micenas vivo, cargándolo sobre sus hombros. Supuestamente, sacrificó al animal y ofrendó sus colmillos al dios Apolo.

### Limpiar los establos de Augías en un solo día

#### El trabajo

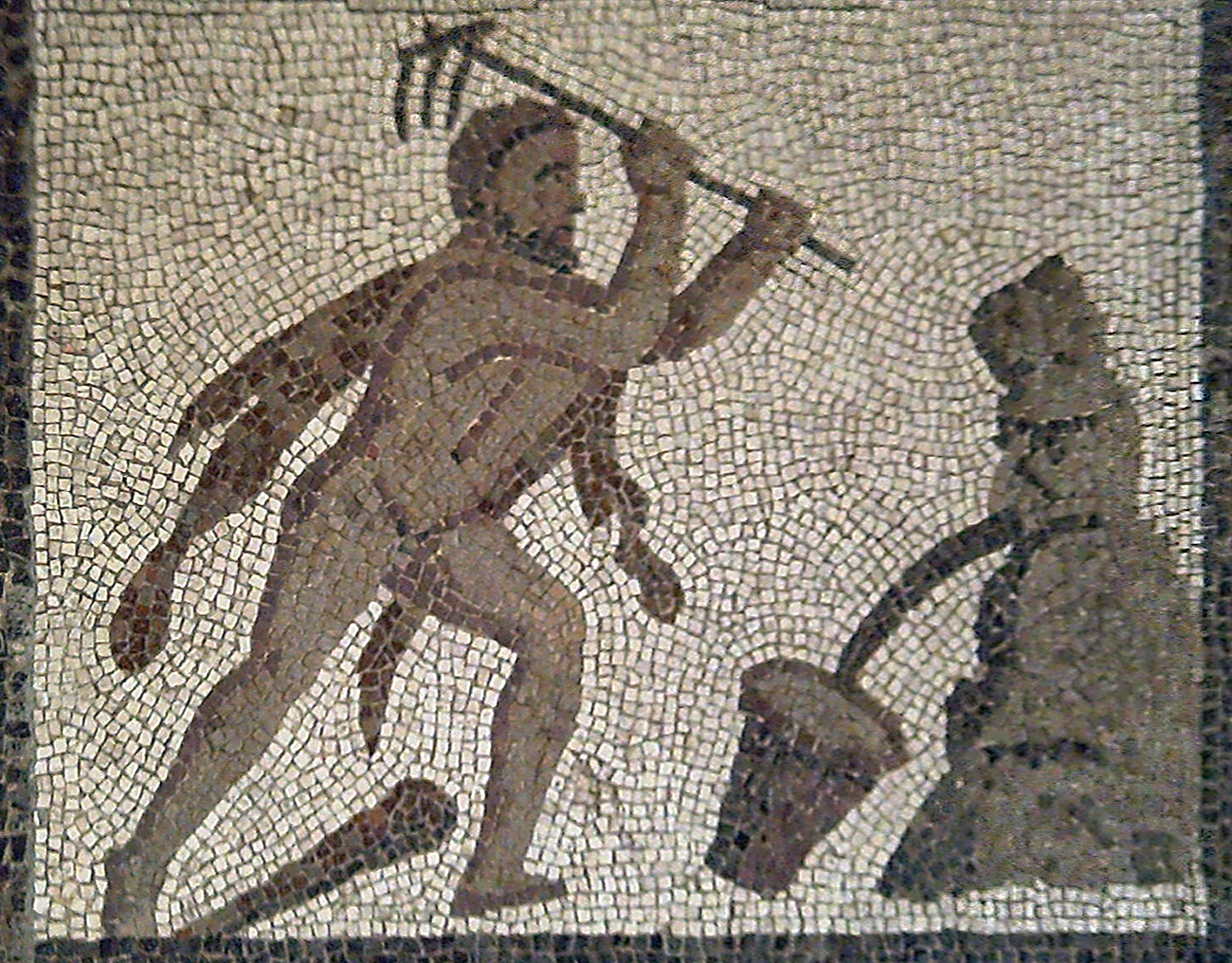
Hércules desviando el cauce de los ríos Alfeo y Peneo. Detalle del mosaico de los trabajos de Hércules de Liria (Valencia), en el Museo Arqueológico Nacional de España (Madrid).

Por designio de los dioses, el ganado de Augías, rey de la Élide, no sufría de enfermedades, y doce toros que su padre, el dios Sol Helios, le había regalado, defendían al resto de la manada, asegurando que tampoco sufriera bajas causadas por las fieras de los alrededores. Con todo esto, el ganado de Augías se convirtió en el mayor del país.
Euristeo impuso este trabajo a Heracles con el fin de humillarle y ridiculizarle, ya que era tal la cantidad de excrementos acumulados (los establos de Augías jamás habían sido limpiados) que resultaba prácticamente imposible limpiarlos en un solo día. Así el gran Heracles, vencedor de terribles monstruos y realizador de hazañas heroicas, caería humillado ante una tarea tan denigrante. Incluso Augías hizo una apuesta personal con Heracles, prometiendo regalarle una parte del ganado si lograba completar el trabajo.
Nadie esperaba que Heracles lo consiguiera, ya que en este trabajo la fuerza no le servía de nada, pero lo que hizo el astuto héroe fue desviar el cauce de los ríos Alfeo y Peneo, llevándolos a través de los establos por un canal que él mismo había cavado. Los ríos arrastraron toda la suciedad y Heracles, ante la sorpresa de todos, completó su quinto trabajo.

#### Aventura relacionada
Euristeo y Augías, que no se esperaban que Heracles lo consiguiese, se negaron a aceptarlo. Euristeo le dijo a Heracles que realmente había realizado el trabajo para Augías, ya que conocía la apuesta que habían acordado (fue informado de esto por la maliciosa Hera), por lo que le era inválido. Según otras versiones, se escudó en que el trabajo ni siquiera lo había realizado él, sino los ríos.
Y para colmo de desgracias, cuando Heracles exigió a Augías la parte del ganado que le había prometido, este se escaqueó utilizando el mismo argumento de que el trabajo lo habían realizado los ríos. Heracles llevó el asunto a los tribunales, y el testimonio de Fileo, hijo de Augías, a favor del héroe, convenció a los jueces de que Augías debía cumplir con su promesa. Este entregó a regañadientes la parte del ganado que prometiera en la apuesta y desterró a su hijo por haberle hecho perder el juicio. Heracles, furioso por semejante injusticia, abandonó la Élide, y buscando alianzas entre los príncipes de toda Grecia, declaró la guerra a Augías. Este envió a su ejército al contraataque, capitaneado por los hermanos gemelos moliónidas, sus dos eficientes generales. Estos aprovecharon que Heracles se sintió enfermo y les firmó una tregua para atacar por sorpresa. Derrotaron terriblemente a los hombres del héroe y asesinaron a su hermano Ificles, que le había acompañado a la guerra. Vistas las numerosas bajas, los corintios, aliados de Heracles, declararon oficialmente la paz al ejército de Augías, firmando una tregua ístmica, en honor a los Juegos Ístmicos, probablemente el antecedente de los Juegos Olímpicos en la Antigüedad, durante los cuales debía reinar la paz (realmente estos juegos nunca se habían celebrado, fueron una repentina invención de los corintios para poder firmar la tregua y evadirse de la desfavorable situación en la que se hallaban).
Pero Heracles no olvidó aquella puñalada por la espalda. Tres años después, aprovechó que los moliónidas y sus hombres se encontraban celebrando un festival en honor a Poseidón para tenderles una emboscada, en la que masacró al ejército de Augías y mató a su hijo Éurito y a los moliónidas, dejándole así sin sus mejores generales.
Posteriormente volvió a reclutar otro ejército entre las ciudades del Peloponeso, con el que dio el golpe definitivo. Saqueó la Élide y mató a Augías, poniendo al desterrado Fileo como rey.
Pausanias, en cambio, afirma que Heracles le perdonó la vida a Augías y le restauró en el trono, mientras que Fileo se estableció definitivamente en Duliquio. Según esta versión, a la muerte de Augías sería su hijo Agástenes quien le sucediera.

### Matar a las Aves del Estínfalo

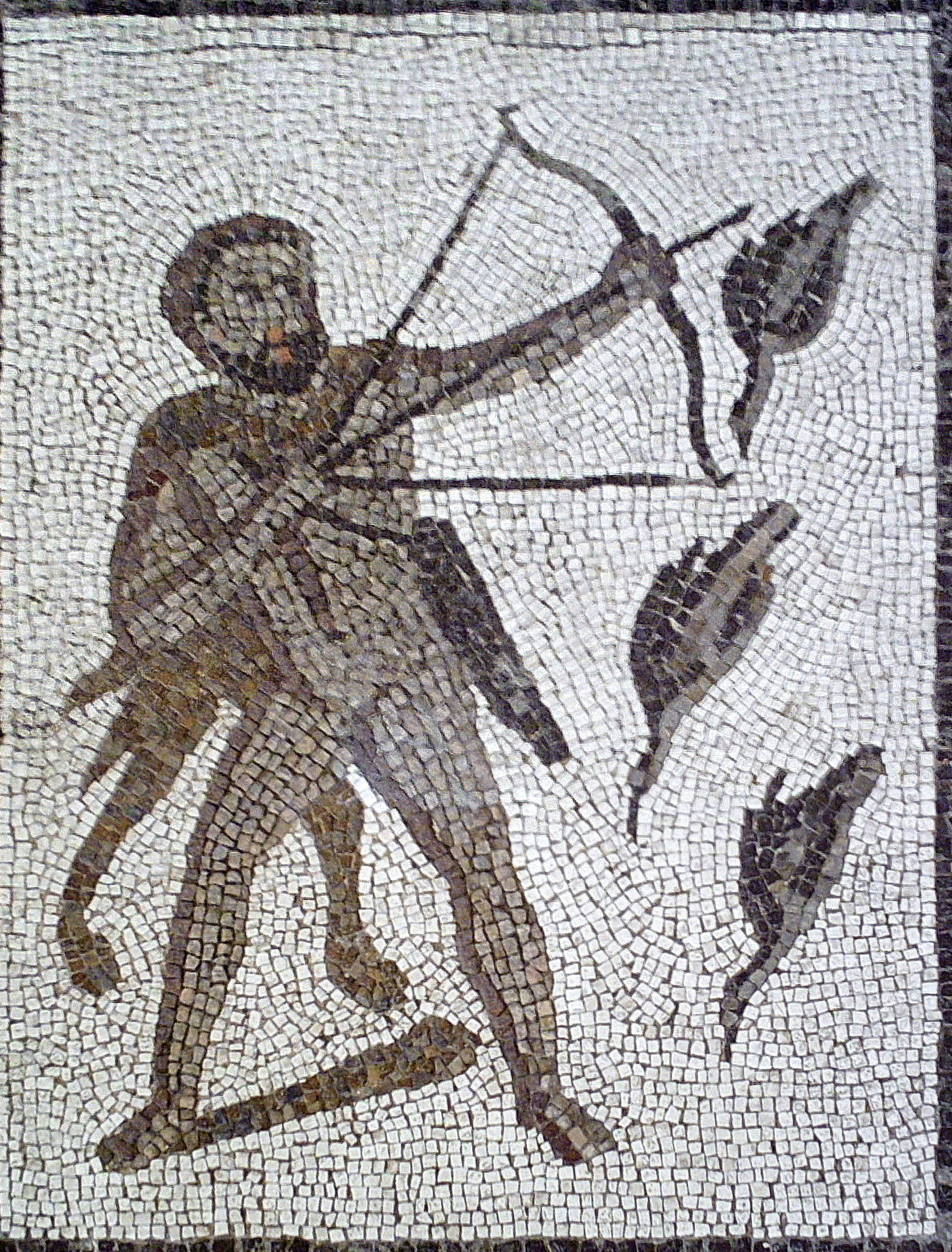
Mosaico de los trabajos de Heracles: Matando a las aves o pájaros de Estínfalo (Detalle procedente de Liria, (Valencia).

Las aves del Estínfalo eran unas aves que tenían pico, alas y garras de bronce. Poblaban la región y el bosque de alrededor del lago Estínfalo. Euristeo encomendó a Heracles como sexto trabajo que acabara con estos pájaros, ya que constituían un auténtico peligro, pues eran carnívoros y en ocasiones atacaban al ganado o a la población, y sus excrementos venenosos arruinaban los cultivos.
Heracles llegó al Estínfalo y se puso a disparar su arco contra las aves, derribando a muchas de ellas. Pero poco a poco se vio impotente ante su misión, puesto que eran demasiadas para sus flechas y su legendaria fuerza no le servía de nada, ya que en el aire no podía atraparlas. Entonces apareció Atenea, le dio un cascabel (una campana o un címbalo, según otras versiones) de bronce y le dijo que lo tocara desde la cima de una colina elevada. Al hacerlo, los pájaros se asustaron de tal modo que emprendieron el vuelo y jamás se los volvió a ver en el lago ni en el bosque. La mayoría huyeron a la isla de Ares, en el mar Negro (donde fueron encontrados por los argonautas), pero algunos de ellos se dirigieron a Micenas. Cuando Heracles regresó a la dicha polis, Euristeo se hallaba en su refugio, ya que varios de las aves del Estínfalo revoloteaban alrededor de su palacio. Al ver esto, Heracles sonó su cascabel y las aves se alejaron de allí.

### Capturar al Toro de Creta

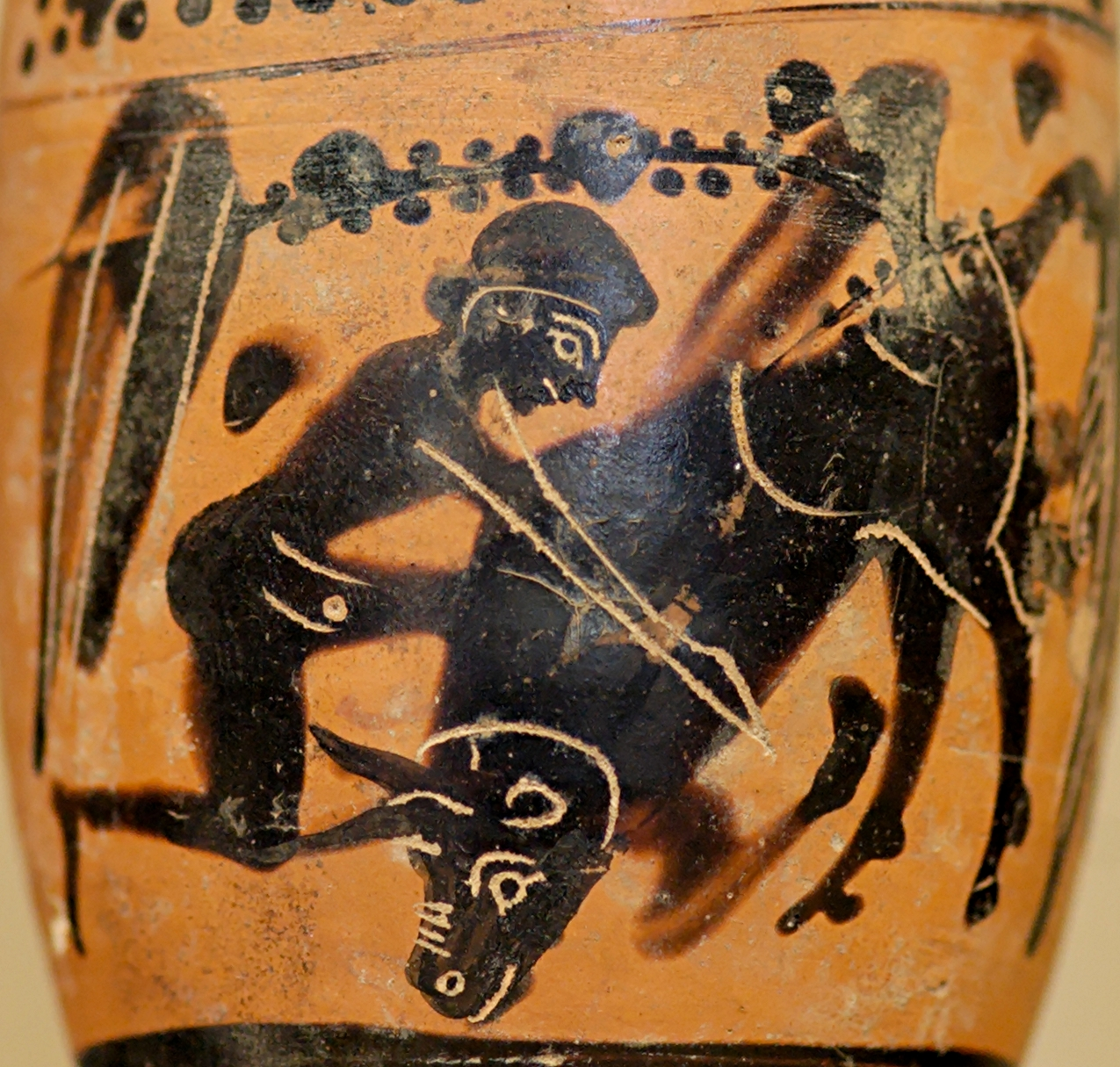
Heracles y el toro de Creta.

El Toro de Creta fue el toro que Poseidón hizo salir del mar cuando el rey Minos prometió ofrecer un sacrificio al dios; pero Minos lo encontró tan hermoso que lo incorporó a sus rebaños como semental en vez de sacrificarlo. Poseidón, enfurecido, hizo que la reina Pasífae se enamorara del animal y concibiera con él un hijo, Minotauro, tras lo cual hizo enloquecer al toro, convirtiéndolo en un terrible animal salvaje que echaba fuego por las narices.
Heracles se presentó ante Minos, que le autorizó para capturar al toro (si podía), puesto que este estaba causando estragos en Creta. Heracles consiguió subir al lomo del animal y conducirlo hasta Micenas a través del mar Egeo. Euristeo, al ver al hermoso toro, lo quiso ofrecer a Hera, pero esta lo rechazó al ver la ferocidad del animal, por lo que se lo dejó en libertad.
El toro atravesó la Argólide y cruzó el istmo de Corinto, causando estragos allá por donde pasaba, hasta que Teseo logró matarlo en la llanura de Maratón, próxima a Atenas, la ciudad de la que era héroe.

### Robar las yeguas de Diomedes

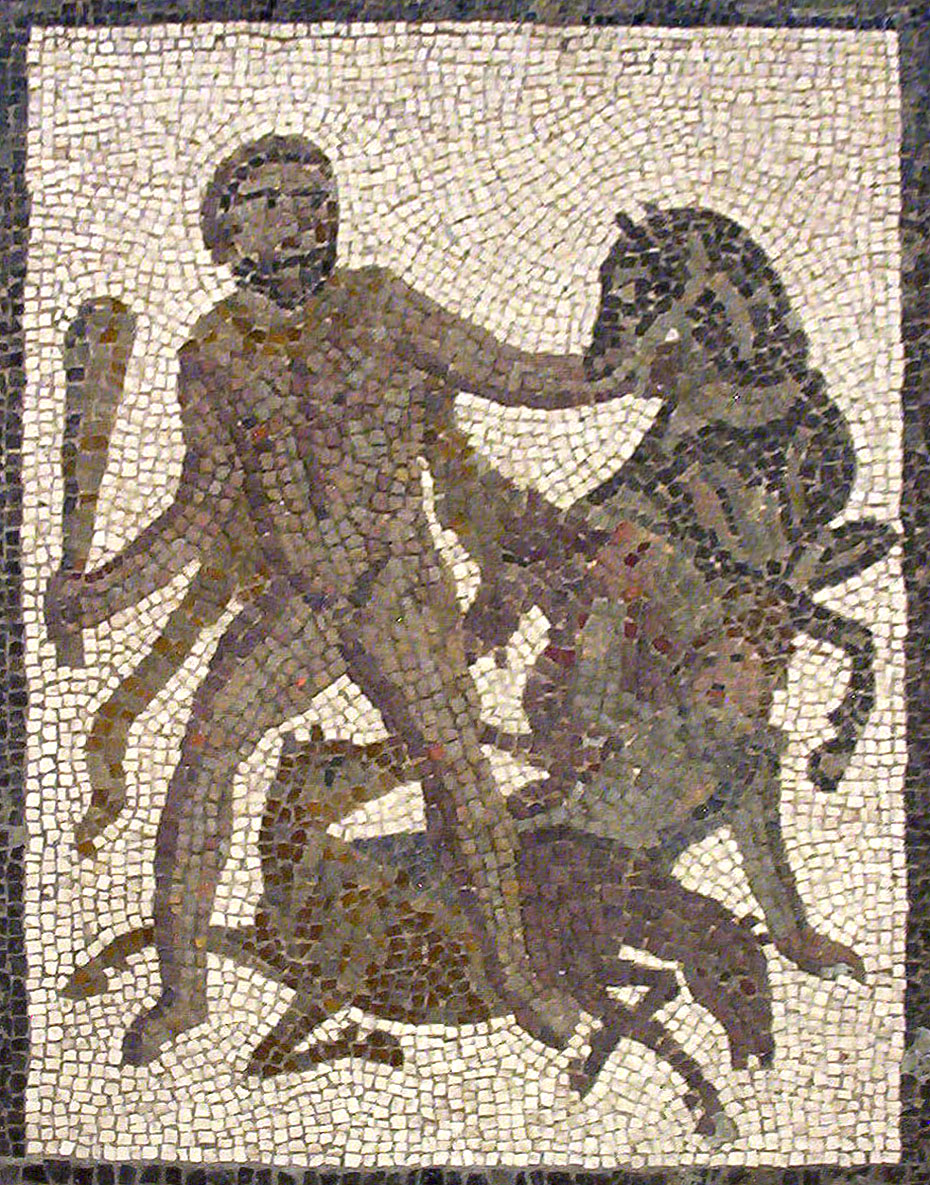
Heracles y las Yeguas de Diomedes. Detalle del mosaico romano de Los doce trabajos de Liria (Valencia), en el Museo Arqueológico Nacional de España (Madrid).

Las Yeguas de Diomedes eran cuatro animales carnívoros (veinte, según otras versiones) que el gigante Diomedes tenía encadenados, alimentándolos con la carne de sus inocentes huéspedes.

#### El trabajo
Heracles partió con un grupo de voluntarios consiguiendo arrebatar las yeguas a su dueño, el cual fue con su ejército tras los ladrones. Heracles envió a su amigo Abdero a la custodia de las yeguas mientras él y sus hombres hacían frente a Diomedes y los suyos. Pero mientras Abdero apartaba de la lucha el carro al que estaban atadas, las yeguas se soltaron y lo devoraron. Heracles y sus hombres vencieron al ejército enemigo, y el héroe mató a Diomedes arrojándolo a sus propias yeguas, que lo devoraron sin compasión. Los pocos adversarios que quedaban en pie huyeron aterrados al ver cómo los sanguinarios animales daban buena cuenta de su líder. Al terminar de comérselo, las yeguas se volvieron inexplicablemente mansas, y Heracles las pudo atar de nuevo al carro del fallecido Diomedes y llevárselas a Micenas, donde fueron entregadas a Euristeo, que se las regaló a Hera. Se dice que murieron en el Monte Olimpo, devoradas por las fieras y las alimañas. Según una leyenda, Bucéfalo, el caballo de Alejandro Magno, descendía de una de estas yeguas.

#### Aventura relacionada
En honor a su amigo Abdero, devorado por las yeguas mientras luchaba a su lado, Heracles fundó junto a su tumba la ciudad de Abdera, donde como último homenaje, instauró juegos agonales en su honor; en estos estaban prohibidas las carreras de carros, puesto que se relacionaban con la muerte de Abdero.

### Robar el cinturón de Hipólita

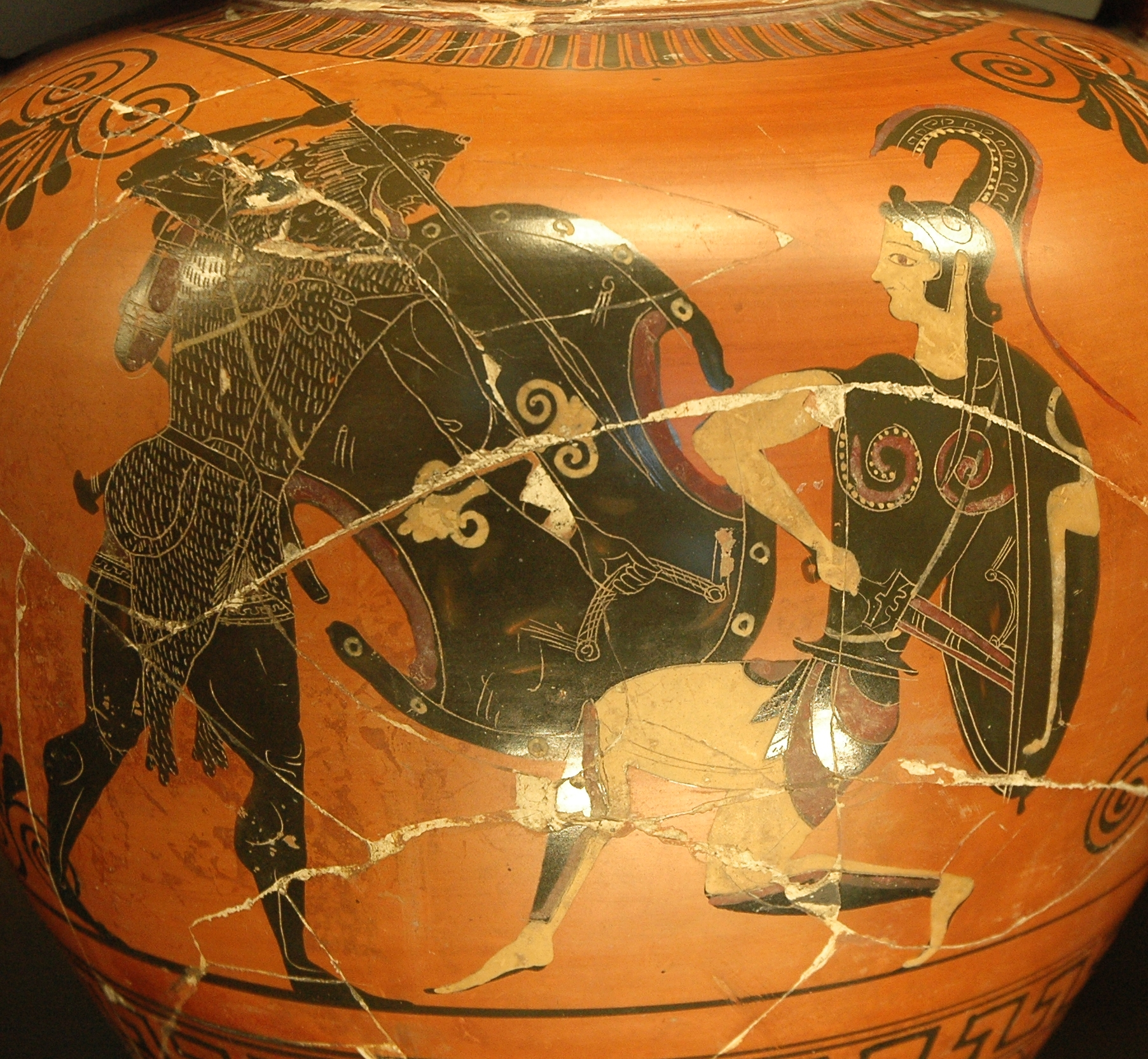
Heracles lucha contra las amazonas, ánfora ática de figuras negras 530 a. C.-520 a. C., Museo del Louvre.

Admete, la hija de Euristeo, fue la que dispuso el noveno trabajo de Heracles, que consistía en robar el cinturón mágico de la reina amazona Hipólita, a la cual se lo había regalado su padre, Ares.
Existen dos versiones de este trabajo:

#### Versión 1
Hipólita, al enterarse de los motivos de la llegada de Heracles, prometió darle el cinturón, pero Hera, disfrazada de amazona, propagó el rumor de que Heracles y sus acompañantes habían raptado a la reina, por lo que las amazonas atacaron la nave de Heracles. Este pensó que la promesa de Hipólita había sido un engaño, combatió contra las amazonas, mató a Hipólita y le quitó el cinturón.

#### Versión 2
Heracles secuestra a Melanipa, una de las hermanas de Hipólita, y exige el cinturón como rescate. La reina amazona se lo acaba dando y el héroe libera a su hermana. Mientras tanto, Teseo secuestra a Antíope, otra hermana de Hipólita, y trata de huir con ella junto a Heracles. Hera, la eterna enemiga del héroe, informa a las amazonas del secuestro de Antíope, con fin de que ataquen a Teseo, y lo más placentero para ella, a Heracles. Así sucede, pero ambos logran huir, y se llevan a Antíope, con la cual Teseo acaba casándose (muchas versiones le atribuyen a ella la maternidad de Hipólito, el hijo de Teseo e Hipólita; incluso hay algunas versiones que ponen como madre a Melanipa). Las amazonas tratan de recuperarla sin éxito atacando Atenas (según algunas versiones, Antíope muere en el ataque).
Antes de huir, Heracles mata a Hipólita y se lleva su hacha, la cual regalaría a su futura mujer Ónfale, que la guarda en las regalías de los reyes lidios. También Zeus empuña esta arma en una de sus representaciones estatuarias.

### Robar el ganado de Gerión
Gerión era un monstruoso gigante, hijo de Crisaor y Calírroe. Es descrito como un ser antropomorfo formado por tres cuerpos, con sus respectivas cabezas y extremidades, según la mayoría de las versiones. Aunque no se suele especificar la forma exacta de la unión entre los tres cuerpos, se le suele representar con una unión lineal o radial por las cinturas. A veces se le retrata con alas, pero no es usual. Aparte de estas características, su aspecto mayoritario era humano. Vivía en la isla Eriteia (actualmente Cádiz), más allá de las columnas de Hércules, ya en el Océano.

#### Aventura relacionada
Heracles emprendió el viaje hacia la isla Eriteia. Mientras viajaba hacia allí, cruzó el desierto libio (Libia era el nombre genérico del norte de África para los griegos) y quedó tan frustrado por el calor que se puso a dispararle flechas a Helios, el sol. Este le rogó que parase, y Heracles pidió a cambio la copa dorada que el dios utilizaba para cruzar el mar cada noche, de oeste a este. El héroe usó esta copa para el viaje hacia Eriteia, pero encontró el paso cerrado por las rocas al terminarse el Mediterráneo. Heracles las apartó abriendo el estrecho de Gibraltar y poniendo como límites de este las columnas de Hércules, situada la primera en el peñón de Gibraltar y la segunda en el monte Hacho de Ceuta, con una altitud de 204 metros (según otras versiones en el monte Musa de Marruecos, con una altitud de 851 m).

#### El trabajo

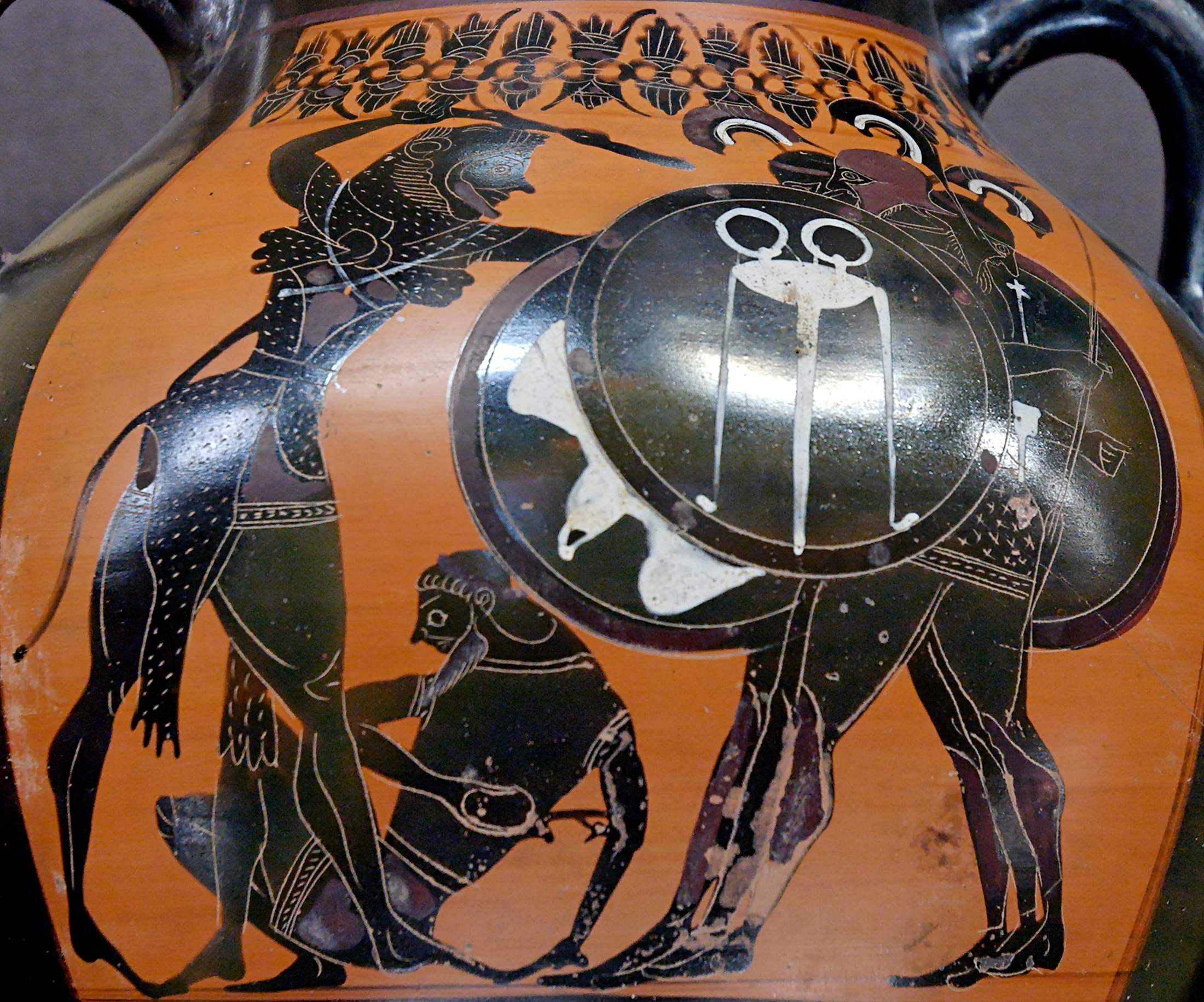
Heracles luchando con Gerión, ánfora datada en ca. Museo del Louvre.

El ganado de Gerión estaba guardado en una cabaña custodiada por Ortro, perro de dos cabezas hermano de Cerbero, y por el pastor Euritión. Heracles mató a ambos, y cuando llegó Gerión, según algunas versiones avisado por Menecio, el pastor del Hades, lo mató también, desgarrando su cuerpo en los tres de que estaba formado.
El héroe se dispuso a llevar el ganado a Euristeo. Durante el camino, en la escala que hizo en el monte Aventino de Roma, un gigante llamado Caco le robó a Heracles parte del ganado mientras dormía (según las versiones romanas). El gigante hizo caminar a las reses marcha atrás para no dejar huellas, una repetición del truco del joven Hermes. Según algunas versiones, Heracles pasó con el resto del ganado frente a una cueva donde Caco escondía las reses robadas, y entonces empezaron a llamarse unas a los otras, descubriendo así el héroe el escondrijo del ladrón. Según otras, Caca, la hermana de Caco, le dijo a Heracles dónde escondía su hermano el producto del robo. El héroe mató a Caco y recuperó la parte del ganado robada por este.
Según la mitología romana, Heracles fundó un altar en el lugar donde el Foro Boario, el mercado de ganado, se celebraría posteriormente.
Al pasar por Sicilia, el héroe fue retado a un combate por Érice, el rey de la isla, que era un fortísimo boxeador. Heracles apostó parte del ganado y su adversario, muy seguro de sí mismo, puso en juego su reino. Pero fue el héroe quien ganó el combate, en el cual mató a Érice, que fue enterrado en el templo dedicado a su madre Afrodita en la montaña a la que dio nombre: Erice. Heracles dejó el reino a sus habitantes diciéndoles que en la posteridad enviaría a sus descendientes a gobernar (estos descendientes serían los heráclidas, capitaneados por su sobrino Yolao).
Para molestar al héroe, Hera envió un tábano para que picase a las reses, irritándolas y esparciéndolas. Después, la diosa envió una inundación que elevó el nivel de un río tanto que Heracles no podía vadear el ganado. Este se puso a apilar piedras en el río, construyendo un camino por el cual condujo a las reses.
Más tarde, Equidna asaltó a Heracles y le robó el ganado. Cuando el héroe fue a reclamarlo, la ninfa pidió como rescate que mantuviera relaciones sexuales con ella. Heracles lo hizo, y de esta unión nacieron Agatirso, Gelono y Escites.
Por fin el héroe llegó a Micenas con el ganado, el cual fue sacrificado a Hera por orden de Euristeo.

### Robar las manzanas del jardín de las Hespérides
Los árboles del jardín de las ninfas Hespérides daban manzanas de oro. Heracles capturó primero a Nereo, el anciano del mar (halios geron), un dios marino que cambiaba de forma, y le exigió que le indicara la ubicación de dicho jardín. El anciano acabó dándole la información.

#### Aventuras relacionadas
En algunas versiones, el héroe conoce al principio o al final del trabajo a Anteo, que era invencible siempre que estuviese en contacto con su madre, Gea, la Tierra. Heracles lo mató sujetándolo en vilo y aplastándolo con un fuerte abrazo.
Heródoto afirma que el héroe se detuvo en Egipto, donde los soldados del rey Busiris le apresaron, ya que el monarca, para calmar la ira de los dioses, les había prometido entregar en sacrificio a todos los extranjeros (aunque según otras versiones le escogió a dedo para su sacrificio anual). Heracles estuvo retenido junto a los otros desdichados sentenciados a muerte, pero logró romper sus cadenas (cuerdas, según otras versiones) y evadirse. Viendo el cruel régimen al que estaba sometido Egipto, decidió enfrentarse a Busiris, al cual mató, salvando así la vida de todos los presos extranjeros.

#### El trabajo

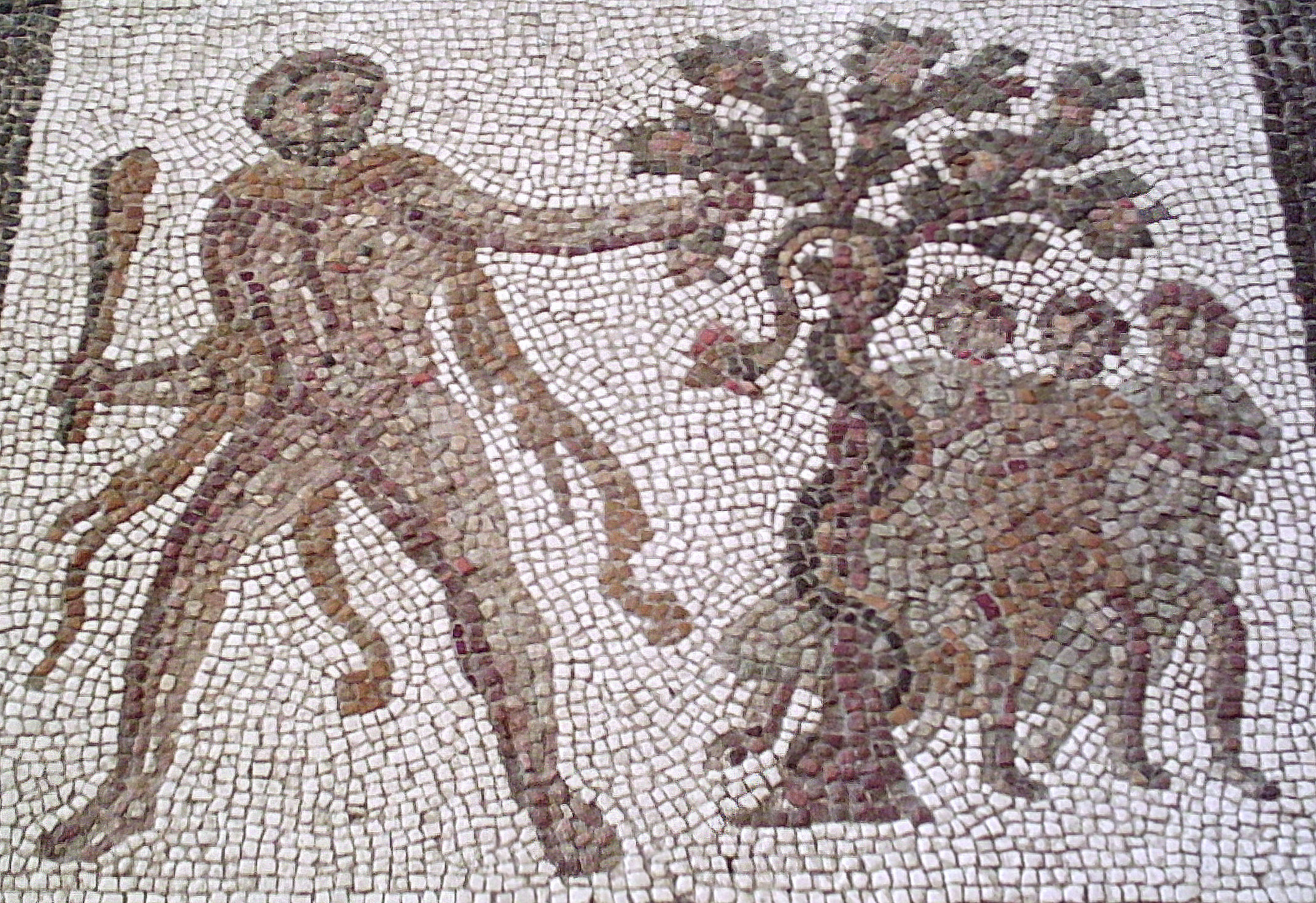
Heracles robando las manzanas del Jardín de las Hespérides. Detalle del mosaico de los trabajos de Hércules de Liria (Valencia), en el Museo Arqueológico Nacional de España.

Llegando finalmente al Jardín de las Hespérides, Heracles engañó a Atlas para que cogiese algunas manzanas del jardín ofreciéndose a sujetar el cielo mientras iba a buscarlas, puesto que el titán no tendría problema alguno para hacerlo, ya que era el padre de las Hespérides (aunque según algunas versiones, tan solo tenían un simple parentesco). Al volver, Atlas decidió no aceptar el sujetar los cielos de nuevo, y en vez de eso se ofreció a llevar las manzanas a Euristeo él mismo, pero Heracles volvió a engañarlo aceptando quedarse en el lugar de Atlas, con la única condición de que este sujetase el cielo un momento para que el héroe pudiera ponerse su capa más cómodamente. Atlas accedió, y entonces Heracles tomó las manzanas y se marchó.
Según otras versiones, el héroe era la única persona que robaba las manzanas (además de Perseo), si bien Atenea las devolvía luego a su lugar correcto en el jardín.
Las manzanas eran consideradas por algunas versiones las mismas «manzanas de dicha» que tentaron a Atalanta, y según otras, una de ellas era la «manzana de la discordia» usada por Eris para provocar un concurso de belleza en el Olimpo (que terminaría dando lugar a la Guerra de Troya), poniéndola como premio.

### Capturar a Cerbero y sacarlo de los infiernos

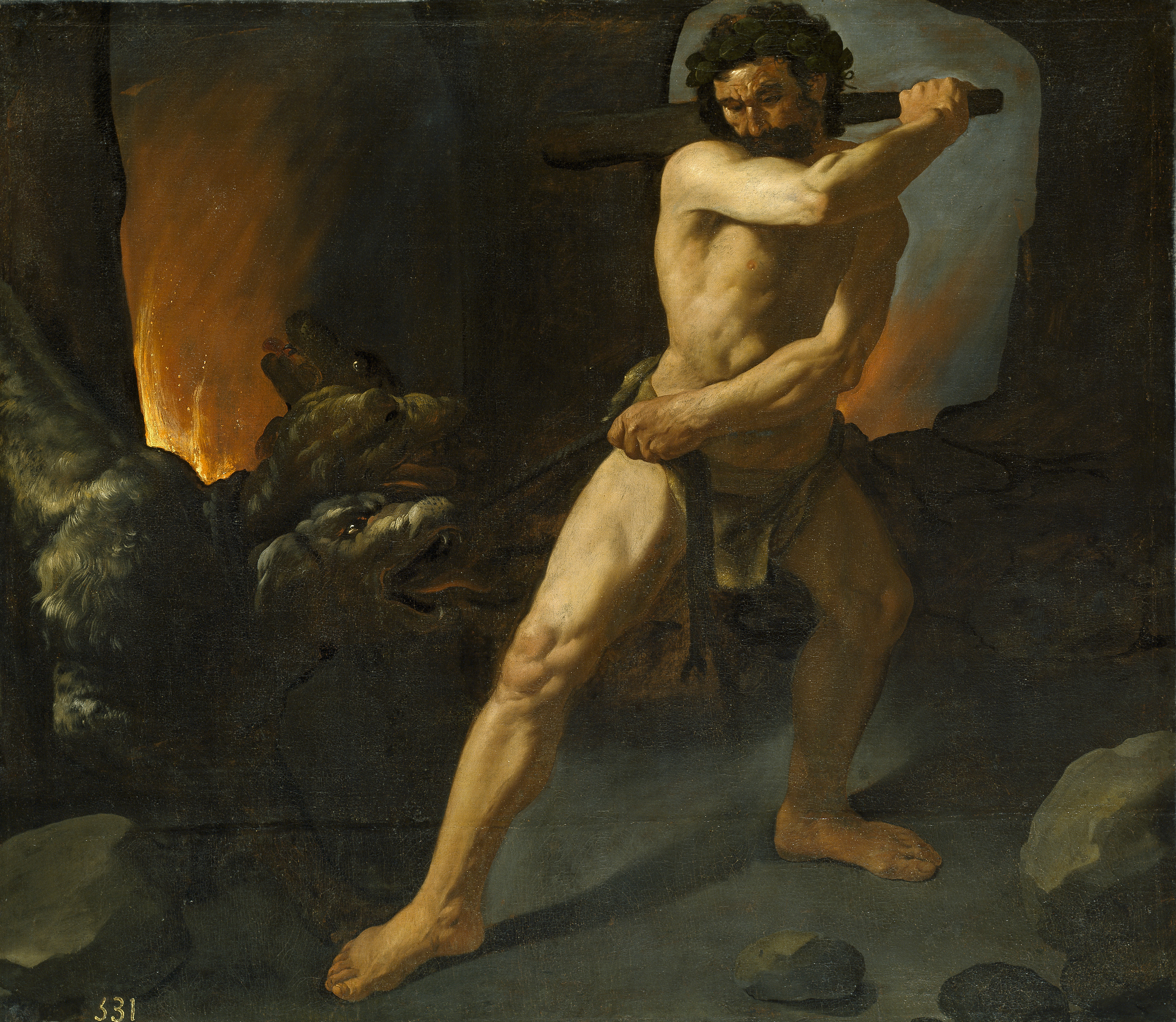
Hércules y el Cancerbero, por Francisco de Zurbarán (1634, Museo del Prado, Madrid).

Heracles viajó primero a Eleusis para ser iniciado en los misterios eleusinos, que le enseñarían cómo entrar en el Hades y cómo salir vivo de él. Estos también le permitirían absolverse un poco más de la culpa de haber matado a su mujer, a sus hijos y a sus sobrinos (algo extra a los doce trabajos).

#### Aventura relacionada
El héroe encontró la entrada al inframundo en Ténaro. Atenea y Hermes le ayudaron a traspasarla al entrar y al salir. Gracias a la insistencia de Heracles y a su propio aspecto fiero, Caronte le llevó en su barca a través del Aqueronte. Mientras navegaban, se encontraron a Teseo y a Pirítoo, que habían sido apresados por el dios Hades mientras intentaban raptar a Perséfone, el cual los había sujetado mágicamente a un banco. Heracles tiró de Teseo y logró arrancarlo del banco, pero parte de sus muslos se quedaron pegados a este (esto explica por qué los descendientes del héroe ateniense tenían los muslos tan delgados). Pero cuando intentó liberar a Pirítoo la tierra se puso a temblar, por lo que tuvo que abandonarlo.

#### El trabajo

##### Versión 1
Para llevarse a Cerbero, Heracles simplemente pidió permiso al dios Hades, y este accedió con la condición de que no hiciera daño al animal. El héroe obedeció, tratando a Cerbero amablemente, y este, halagado al recibir por primera vez ese tratamiento, lo acompañó afuera dócilmente.

##### Versión 2
Heracles disparó una flecha al dios Hades y tras una violenta lucha contra Cerbero, en la que se cree que para poder vencerlo lo envenenó con plantas y estranguló una de sus cabezas, logró capturarlo y lo arrastró a través de la cueva Aquerusia al exterior del Inframundo.

##### Versión 3
Heracles le preguntó a Hades si podía llevarse al perro y este se lo permitió con la condición de que para capturarlo solo podría usar sus puños desnudos. El enfrentamiento tuvo tal magnitud que la vida del héroe estuvo en peligro, y consideró la captura de Cerbero el trabajo más difícil de los doce. Tras lograr inmovilizarlo, como parte del trato se le permite llevárselo. 
En cualquiera de las versiones, dicen que antes o después de ser presentado a Euristeo, el can permaneció un tiempo alojado 
en los bosques sagrados de Démeter y Perséfone, en la ciudad de Hermíone.

## Otras aventuras

### Participación en la Gigantomaquia
Después de que los dioses olímpicos condenaran a los titanes al  Tártaro, la madre de los últimos, Gea engendró a los poderosos Gigantes de la sangre de Urano o con el mismo Tártaro para su venganza.
El oráculo profetizó que los gigantes no podían morir a manos de los dioses a menos que un mortal pelease a su lado, por lo que Zeus llamó a Heracles mediante Atenea.
Los Gigantes llevaron a cabo un primer ataque contra los dioses armados con enormes rocas y troncos de árboles.
La batalla se libró donde habitaban los Gigantes, en Flegra o en Palene.
- Heracles atacó primero a Alcioneo, gigante que era inmortal siempre que luchase en su tierra de origen. Heracles lo atravesó con una de sus flechas envenenadas, pero tal como el gigante caía al suelo volvía a la vida de nuevo. Siguiendo el consejo de Atenea, Heracles lo arrastró fuera de su tierra de origen, y murió por la herida de la flecha. Se dice también que Heracles mató al gigante partiéndole el cuello con las manos.

- Porfirión atacó a Heracles e intentó violar a Hera. Zeus lo fulminó con el rayo y Heracles lo remató con sus flechas.

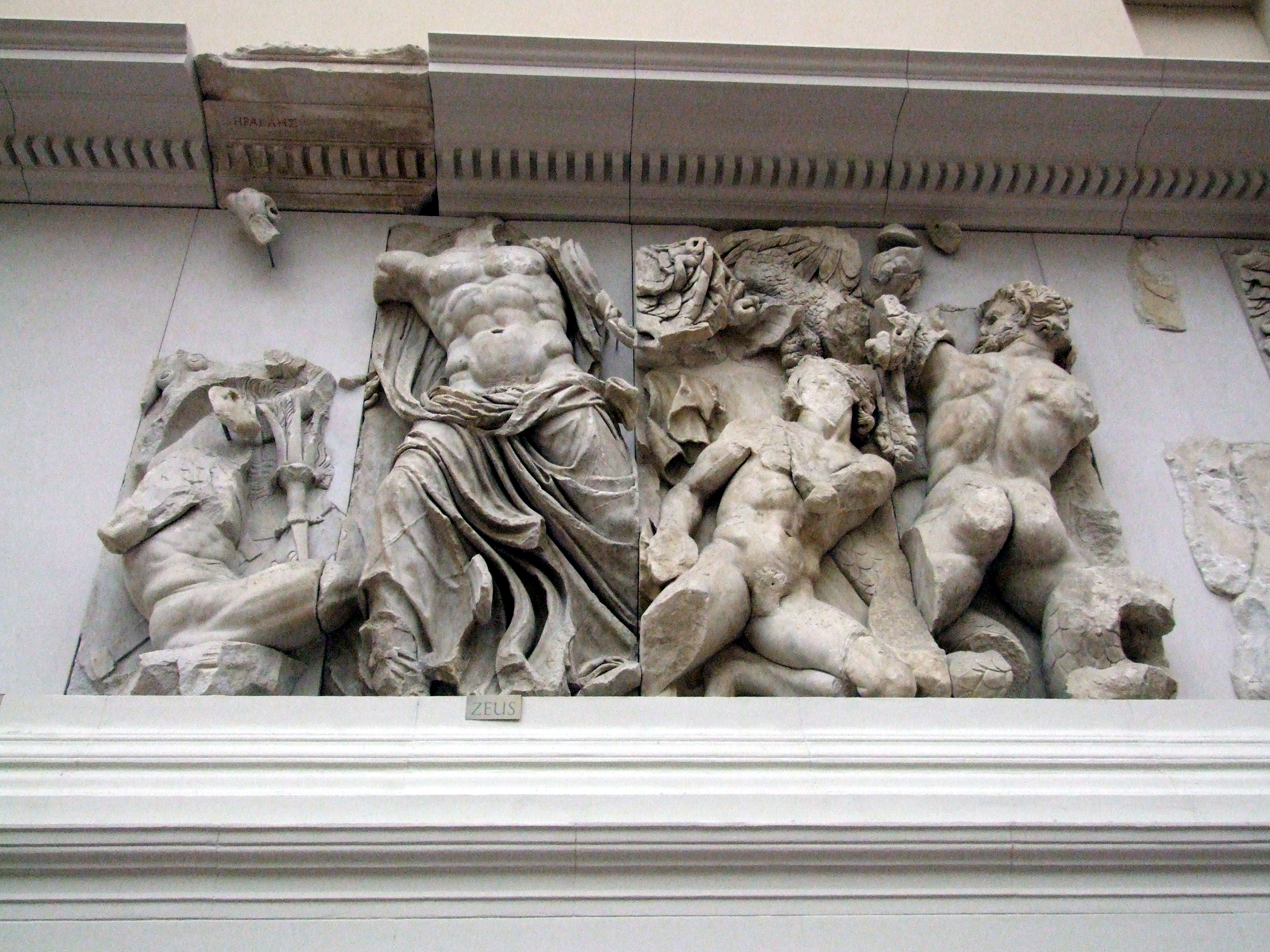
Zeus y Heracles contra Porfirión

- Efialtes murió de un flechazo en cada ojo, uno de Apolo y otro de Heracles.

- Cuando Encélado abandonaba el campo de batalla, Atenea lo aplastó con la isla de Sicilia, donde quedó encarcelado. Su aliento de fuego surge del Etna. Según otras versiones Encélado fue muerto por Sileno.

- Mimas fue sepultado por Hefesto bajo una masa de metal fundido, en la que sigue preso (el Vesubio).

- Polibotes fue enterrado por Poseidón, quien le arrojó un pedazo de la isla de Cos, dando así lugar a la nueva isla de Nisiros.

- Hipólito fue derrotado por Hermes, llevando éste un casco que le hacía invisible.

- Gratión fue abatido por las flechas de Artemisa.

- Dioniso noqueó a Éurito con su tirso.

- Hécate quemó a Clitio con sus antorchas infernales.

- Armadas con sus mazas de bronce, las Moiras mataron a Agrio y Toante.

- Hera derrotó al gigante Foitos.

- Hera convenció para luchar contra Dioniso a Ctonio prometiéndole a cambio a Afrodita, pero fue muerto por Deméter

- Ares mató a Peloro.

Cada Gigante fue rematado por las flechas de Heracles empapadas en el veneno de la Hidra de Lerna, excepto los que quedaron presos bajo las islas.

### Muerte a Cicno y lucha contra Ares

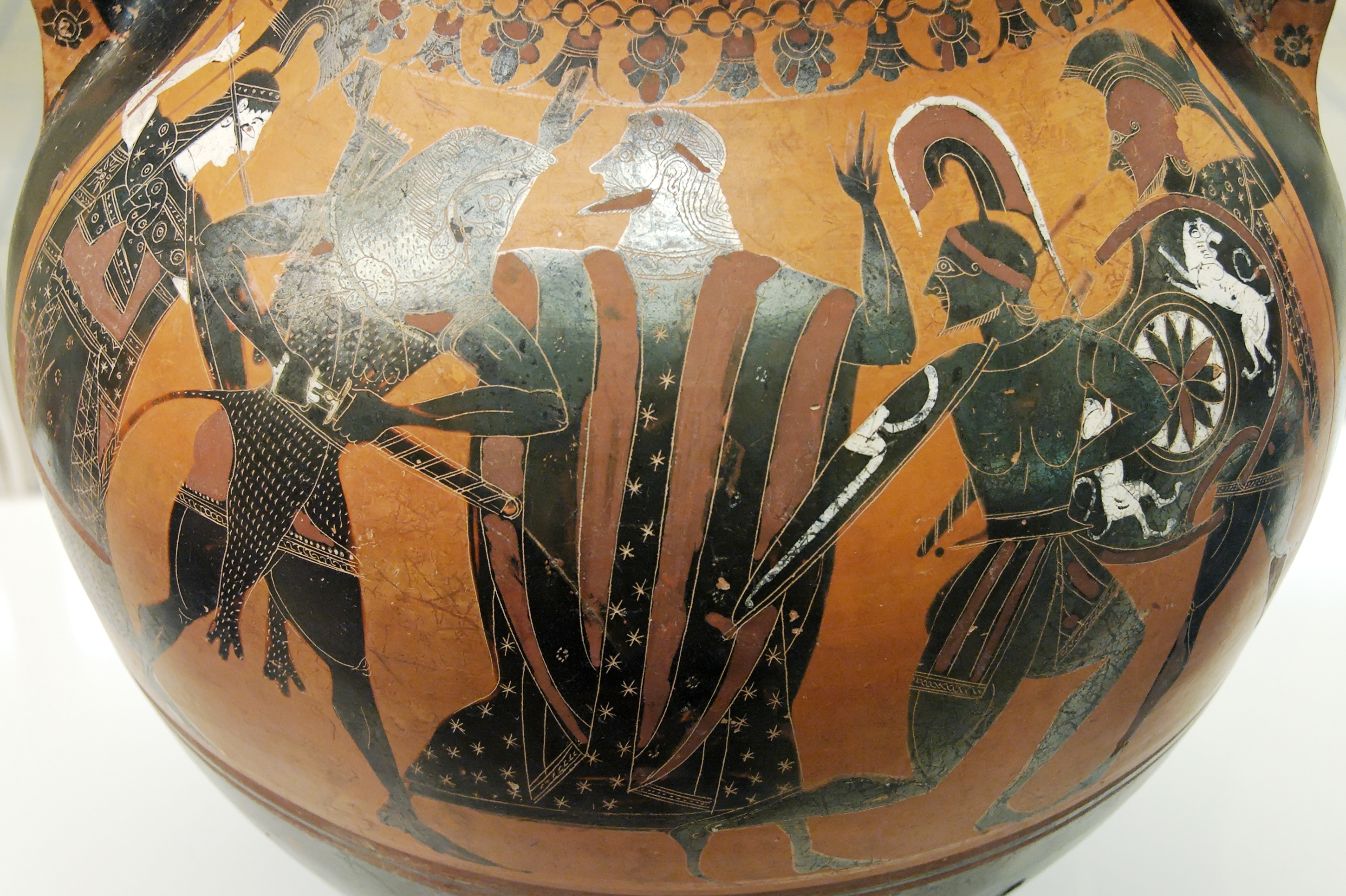
Pieza de cerámica ática de figuras negras hallada en Cámiros (Rodas): un ánfora en la que se representa el combate entre Cicno y Heracles. De izquierda a derecha, Atenea, Heracles, Zeus, Cicno y Ares. Ca.

Cicno era un sanguinario gigante y quiso construir un templo con los huesos y calaveras de las personas y animales que asesinaba.
El gigante desafió a Heracles a un combate singular en Itone; el héroe aceptó y mató a Cicno en el combate. La muerte del gigante provocó la furia de su padre, Ares, que también enfrentó a Heracles. Aun así, el héroe derrotó al dios y lo obligó a volver al Olimpo.

### Expedición con los Argonautas
El trono de la ciudad de Yolco había sido ocupado por Pelias, tras haber sido nombrado regente por su medio hermano Esón o tras haberlo destronado por la fuerza. Cuando Jasón, hijo de Esón, alcanzó la madurez, llegó a Yolco con objeto de reclamar el reino que había pertenecido a su padre o, pero un oráculo había prevenido a Pelias contra un hombre calzado con una sola sandalia y así es como llegó Jasón. Así pues, Pelias accedió a entregarle el trono con la condición previa de que realizase la hazaña de traer de la Cólquide el espíritu de Frixo y el vellocino de oro.
Jasón envió heraldos por toda la Hélade para anunciar la realización de la futura expedición y llegaron numerosos héroes que deseaban formar parte de la misma. Hay diversas fuentes literarias que recogen los nombres de los integrantes de la expedición, que por el nombre de la nave recibieron el nombre de «Argonautas». También se les llamaba «minias». Así un número entre 45 y 69 hombres partieron en la aventura, entre los cuales se encontraba Heracles.

#### Estancia en Lemnos
La expedición llegó a la isla de Lemnos. Allí se encontraron con una isla habitada por mujeres, que habían dado muerte a todos los hombres de la isla como venganza porque estos habían contraído matrimonio con mujeres de Tracia porque las de Lemnos habían empezado a tener mal olor. Este mal olor había sido provocado por la diosa Afrodita como castigo porque las mujeres de allí habían suprimido su culto.
Los Argonautas fueron bien recibidos en la isla, establecieron lazos amorosos con las lemnias, cuya máxima autoridad era la reina Hipsípila y permanecieron en la isla durante un largo tiempo, hasta que Heracles (u Orfeo), que no había desembarcado, les instó a reembarcar y continuar el viaje.

#### Rapto de Hilas y abandono de Heracles
Después navegaron hasta Misia, donde Hilas, que había sido enviado a buscar agua, fue raptado por las ninfas de una fuente. Heracles y Polifemo buscaron al joven argonauta, sin éxito y, según la tradición mayoritaria, ninguno de los tres volvió a embarcar en el Argo, que partió sin ellos cuando Tifis quiso aprovechar unas ráfagas de viento. A bordo de la nave, Telamón echó en cara a Tifis que hubieran dejado atrás a Heracles, pero Zetes y Calais defendieron al piloto de la nave y cuando, poco después, emergió del mar el dios marino Glauco, para gritarles que el destino de Heracles, Hilas y Polifemo no era llegar hasta la Cólquide, sino que los dioses les habían reservado otros destinos diferentes, Telamón cedió en su cólera. En el relato de Teócrito, sin embargo, Heracles llegó a pie a la Cólquide.

### Heracles en Troya

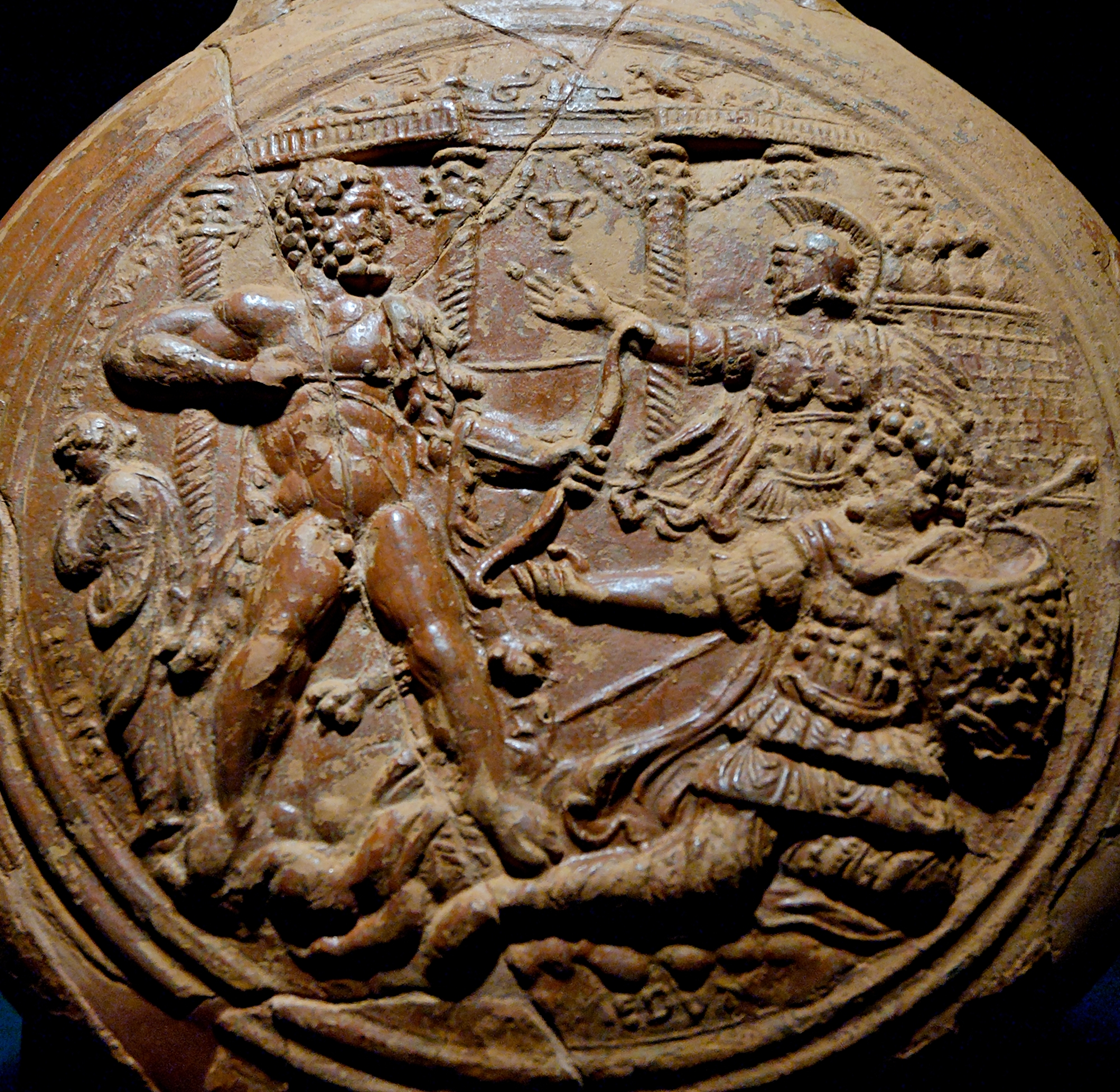
Heracles (izquierda) a punto de matar a Laomedonte, rey de Troya (derecha). Detrás del héroe, Hesíone lleva su mano al mentón en señal de melancolía. Pequeño frasco de terra sigillata procedente del taller de Félix (sur de la Galia), finales del a comienzos del. Necrópolis de Lugone en Saló. Museo municipal de arqueología de Valle Sabbia (Gavardo, Brescia).

Hera, Poseidón y Apolo conspiraron contra Zeus. Tras la rebelión Zeus castigó a Poseidón y Apolo y los puso al servicio de Laomedonte, rey de Troya. Este les hizo construir las murallas de la ciudad, lo que hicieron con el auxilio de Éaco. Al finalizar, Laomedonte se negó a pagar el trabajo aduciendo que había sido hecho cumpliendo una sentencia de Zeus. Poseidón se indignó y envío a un monstruo marino que devoraba a la gente que salía de la ciudad.Por consejo de un oráculo, Laomedonte debía entregar en sacrificio a su hija Hesíone. La joven fue atada a unas rocas en la costa, a la espera de la llegada de la criatura. En ese momento, Heracles, Telamón y Oícles, arribaron a la Tróade. El héroe, al enterarse de la ofrenda humana, cosa que abominaba, accedió a matar al monstruo a cambio de los caballos que Laomedonte había recibido de Zeus como compensación por el rapto de Ganimedes. Laomedonte aceptó el trato. Heracles junto a sus compañeros mató al monstruo y rescató a la princesa. Sin embargo, el rey de Troya no cumplió su palabra y Heracles partió con las manos vacías, no sin amenazar al rey con la guerra.
De regreso en Grecia, Heracles reunió una pequeña expedición y al frente de ella atacó Troya. Laomedon marchó contra los atacantes y mató a Oicles en la batalla, pero debió retroceder y refugiarse tras los muros de Troya, donde fue sitiado.Telamón fue el primero en atravesar la muralla y entrar en la ciudad, seguido por Heracles. Tras la toma, el hijo de Zeus mató a Laomedon y a sus hijos, excepto Podarces, quien fue rescatado por su hermana Hesíone, por lo que adoptó el nombre de Príamo (de priamai «comprar»). Hesione fue asignada como botín a Telamón, con quien tuvo un hijo,Teucro.

### Heracles instaura los Juegos Olímpicos
Existen tres versiones de este asunto:

#### Versión 1
Los instauró para celebrar su victoria sobre Augías, pero esta versión los confunde con los Juegos Ístmicos.

#### Versión 2
Simplemente los instaura en Olimpia, en honor a Zeus.

#### Versión 3
No fue realmente Heracles, el hijo de Zeus, quien instauró los Juegos Olímpicos, sino otro Heracles, de sobrenombre, Ideo. Corrió hasta Olimpia con cuatro de sus hermanos para entretener al recién nacido Zeus. Al ganar, se puso una corona de olivo y estableció la costumbre de celebrar una serie de eventos deportivos cada cuatro años en honor al dios.

#### Nota
Tras construir el estadio olímpico, Heracles quiso conocer sus dimensiones. Fue contando sus pasos a lo largo de la travesía y llegó al otro extremo del estadio en doscientos. A esto le llamó "distancia estadio" (en griego: στάδιον), que más tarde se convertiría en una famosa unidad de longitud.

### Otras aventuras
- Heracles derrotó a los bébrices (gobernados por el rey Migdón) y dio su país al príncipe Lico de Misia, hijo de Dáscilo.
- Mató al ladrón Termero.
- Visitó a Evandro con Antor, quien entonces se quedó en Italia.
- Mató al rey Amíntor de Orminio por no permitirle entrar a su reino. También mató al rey Ematión de Arabia.
- Mató a Litierses tras derrotarlo en un concurso de siega.
- Mató a Periclímeno en Pilos.
- Fundó la ciudad de Tarento en Italia.
- Aprendió lucha de Autólico.
- Cuando Hipoconte derrocó a su hermano Tindáreo del trono de Esparta, Heracles restauró al legítimo gobernante y mató a Hipoconte y a sus hijos.

## La segunda penitencia de Heracles

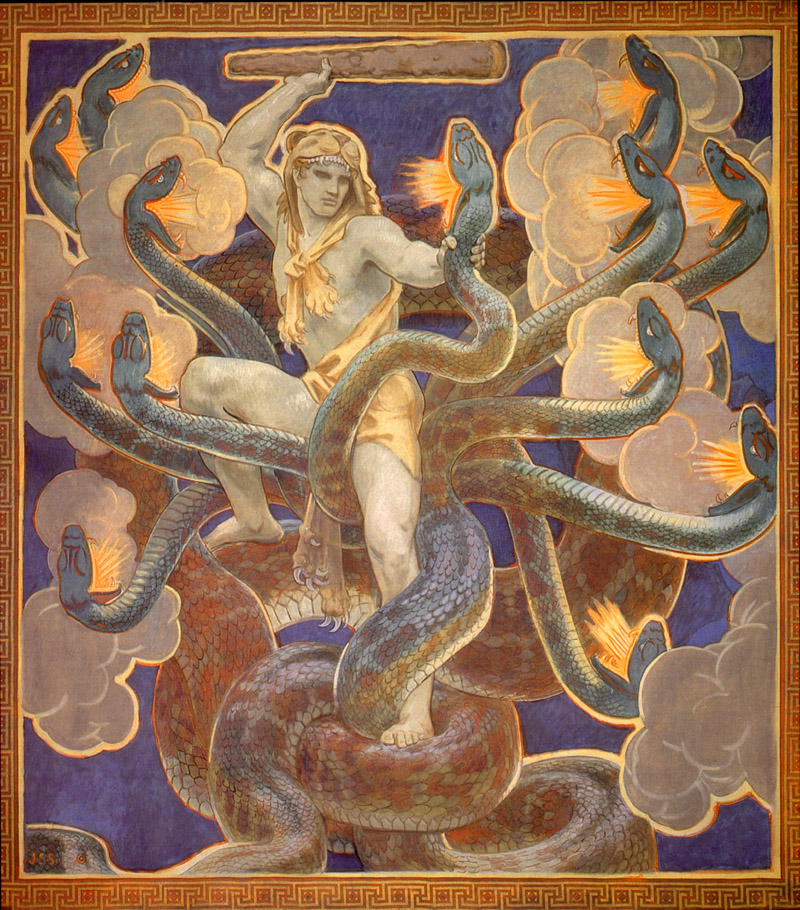
Hércules (Heracles) y la Hidra de Lerna. Mural de John Singer Sargent en el Museo de Bellas Artes de Boston, 1920.

### Íole
Íole o Yole era la joven y bella hija de Éurito, rey de Ecalia. Heracles se enamoró perdidamente de ella en cuanto la vio y trató de conseguir su mano, pero Éurito se la negó porque conocía el oscuro pasado de Heracles, en el que este mataba a su mujer y a sus hijos víctima de la locura, y temía que Heracles volviera a perder la razón y que le sucediera lo mismo a Íole y a los futuros hijos que engendraran.
Tiempo después, Éurito organizó una competición de tiro con arco, prometiendo otorgar la mano de Íole al que lograra batir su marca y la de sus hijos. Heracles participó ansiando ganar. Los hijos de Éurito superaron a todos los demás competidores del reino, pero Heracles dio tan certeramente en la diana que batió las marcas de estos últimos. Cuando Éurito se dio cuenta de que este estaba ganando (cosa irónica, ya que fue el mismo Éurito el que enseñó a Heracles a tirar con arco), detuvo la competición y no le permitió seguir. Su hijo Ífito intentó hacerle entrar en razón sin éxito. Así, Éurito rompió su promesa y se ganó el odio de Heracles.

### El asesinato de Ífito
Heracles, tras la competición de tiro con arco en Ecalia, en la cual intentó sin éxito conseguir la mano de la princesa Íole, se disponía a marcharse de la ciudad cuando las yeguas del rey Éurito fueron robadas. Ífito, el hijo de Éurito, que había apoyado a Heracles en la injusticia de la competición, le pidió a este ayuda para buscar las yeguas. Heracles accedió y realizaron una larga e infructuosa búsqueda. El héroe regresó a Tirinto, su ciudad de residencia, e Ífito siguió indagando solo. Un tiempo después, este descubrió las huellas que habían dejado las yeguas y las siguió hasta Tirinto, exactamente hasta la casa de Heracles, donde aparecieron los animales robados. El famoso ladrón Autólico, autor de la fechoría, se las había vendido como propias sin que este nada supiese. Ífito intentó que Heracles las devolviera, pero este se negó rotundamente, ya que las había pagado y le pertenecían. Se pusieron a discutir acaloradamente en lo alto de una muralla, y en uno de sus arranques de ira, Heracles arrojó a Ífito al vacío, asesinándolo.

### Castigo
Heracles, avergonzado por haber vuelto a matar a un inocente, regresó al Oráculo de Delfos, donde le fue impuesta la penitencia de servir a la reina (según algunas versiones, princesa) Ónfale de Lidia durante tres años. Esta humillaba a Heracles, obligándole a realizar trabajos de mujer y a llevar ropas femeninas, mientras ella vestía la piel del León de Nemea y portaba su clava de madera de olivo. Pasados los tres años, Heracles dejó de ser esclavo de Ónfale y la tomó como esposa. El héroe la obsequió con el hacha de Hipólita, la cual guardó en las regalías de los reyes lidios. Tuvieron un hijo cuyo nombre varía entre Agelao y Lamo según las distintas versiones.

## La muerte de Heracles

### Deyanira
Heracles viajó a Calidón, donde en las gradas del templo, vio a la princesa Deyanira. Se olvidó de Íole por el momento, ya que Deyanira era una buena opción para los hijos que tanto deseaba. La cortejó hasta que se enamoró de él, pero un gran obstáculo los separaba: el temible dios-río Aqueloo, a quien Eneo, el rey de Calidón, había prometido la mano de su hija Deyanira. Este dios tenía la facultad de poder cambiar de forma a voluntad. Heracles lo retó a un duelo por la princesa, y el dios-río aceptó. En el combate, se transformó en serpiente, pero el héroe supo manejar la situación. Para mejorar sus habilidades físicas adoptó entonces la figura de un toro, pero realmente fue eso lo que le hizo perder, pues al transformarse descuidó durante un instante la lucha, lo cual aprovechó Heracles para abalanzarse sobre él y matarlo (tras hacerlo, cogió uno de los cuernos del dios-río y lo entregó a las náyades, con el cual hicieron la cornucopia). Así, Heracles tomó a Deyanira como esposa.
Después de la boda, Deyanira recibió un mensaje de su hermano, el príncipe Meleagro, en el cual le comunicaba que la echaba de menos, así que se dispuso a hacerle una visita en compañía de Heracles. Durante el viaje, tuvieron que cruzar el río Eveno. El centauro Neso se ofreció a llevar a Deyanira mientras Heracles cruzaba a nado, pero se enamoró de ella, y en cuanto alcanzó la otra orilla, salió al galope sin esperar a Heracles, ya que pretendía raptarla para después violarla. Heracles enfureció y le disparó una flecha untada con la sangre de la hidra de Lerna, la cual le acertó en el corazón, matándolo. Mientras Heracles se acercaba al lugar, el moribundo Neso le dijo a Deyanira que tomara un poco de su sangre, y si notaba que perdía el amor de Heracles, se la aplicara, pues era una eficiente pócima del amor. Esta realmente era una trampa para acabar con la vida de Heracles, pero Deyanira se dio cuenta demasiado tarde.

### Muerte y resurrección como dios
Artículo principal: Apoteósis de Heracles

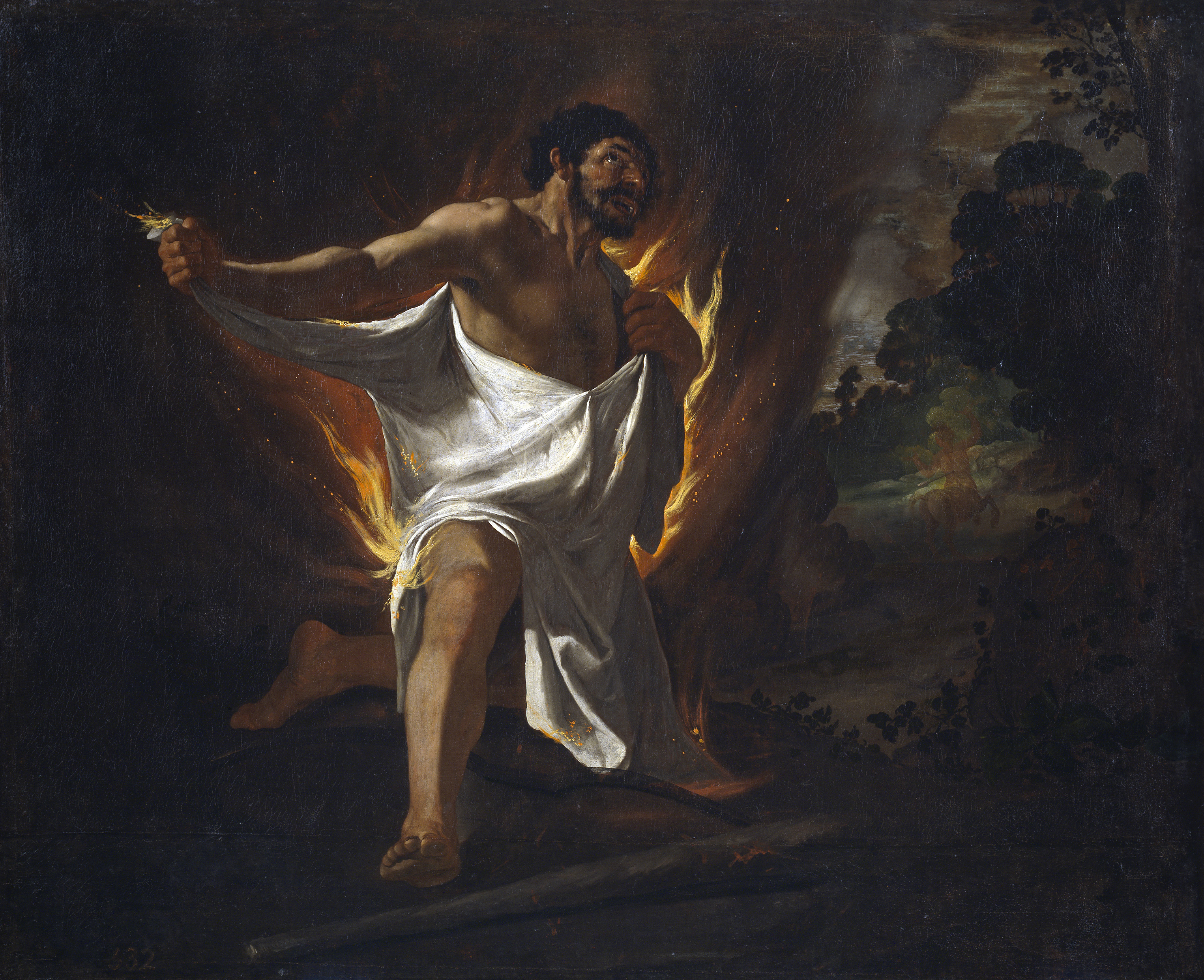
Muerte de Hércules, por Francisco de Zurbarán (1634, Museo del Prado).

Heracles, que no había olvidado a Íole, levantó en armas a Tirinto (la fortaleza que había heredado de Anfitrión) y atacó a Ecalia. Mató al rey Éurito y a todos sus hijos y parientes y raptó a Íole. Para celebrar tan tamaña victoria dio un festín en el que sacrificó doce bueyes en honor a Zeus. Heracles encargó a Deyanira una túnica, pues la que llevaba estaba estropeadísima tras la lucha, y quería estar presentable en tal acontecimiento. Esta, muerta de celos al pensar que su marido prefería a Íole, echó en la túnica la sangre de Neso, a la cual creía una pócima del amor. Sin embargo, la sangre del centauro resultó ser un veneno mortal de devastadores efectos. En cuanto el héroe se puso la túnica, notó que su piel se quemaba. Intentó quitársela, pero el veneno se había pegado a su piel. Creyéndolo el autor de la fechoría, cogió por los pies a Licas, el sirviente que le había traído la túnica por orden de Deyanira, y lo arrojó al mar. Cuando Deyanira se enteró de lo que realmente había hecho, se suicidó ahorcándose (otras versiones afirman que se apuñaló en el pecho). Sin embargo, el veneno no mató al héroe, pero le produjo tal dolor que él mismo pidió que lo mataran para terminar con su agonía.

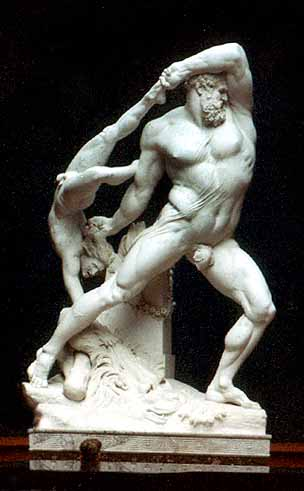
Hércules arrojando a Licas al mar.

Su sobrino, amigo y compañero de aventuras Yolao prendió la pira (según otras versiones fue Filoctetes, o Poeas) en la que Heracles murió abrasado, vistiendo la piel del león de Nemea por encima de la túnica envenenada, simultáneamente, rayos cayeron del cielo y consumieron la pira.
Los rayos habían consumido la parte mortal de Heracles. Ya no guardaba parecido con Alcmena, sino que como una serpiente que se muda de piel, aparecía ahora con toda la majestuosidad de su padre divino. Una nube lo ocultó de sus compañeros mientras que Zeus, entre truenos, lo transportaba en su carro de cuatro caballos al Olimpo, donde Atenea lo tomó de las manos y lo presentó ante los otros dioses. Zeus había destinado a Heracles para que fuese parte de los Doce Olímpicos, pero estaba poco dispuesto a expulsar a alguno de los otros dioses para hacerle lugar. Hera entonces fue convencida por Zeus para que adoptase a Heracles en una ceremonia de renacimiento. Hera pasó a considerar a Heracles como su hijo y fue a quien más amó junto con Zeus. Todos los olímpicos lo recibieron de buena gana y Hera lo casó con su bellísima hija Hebe, de quien nacieron Alexiares y Aniceto según algunas versiones. Heracles se convirtió finalmente en el guardián del cielo y nunca se cansa de permanecer en las puertas del Olimpo.

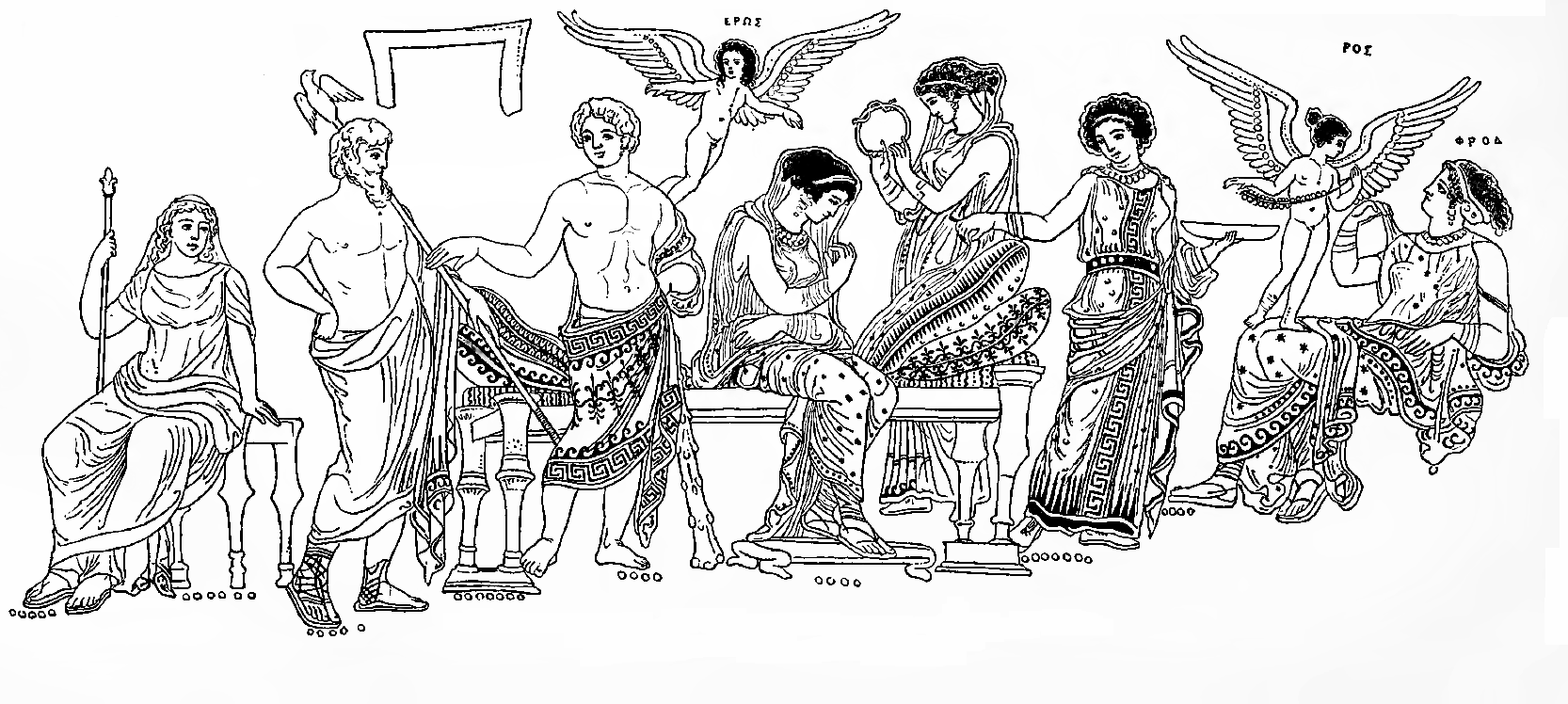
Casamiento de Hebe y Heracles en el Olimpo.

Cuando Yolao y sus compañeros regresaron de Traquis, Menecio sacrificó un carnero, un toro y un jabalí e instituyó su culto como héroe en la Opus Locria; los tebanos le imitaron, sin embargo fueron los atenienses encabezados por los habitantes de Maratón los primeros en adorarle como un dios. Uno de los hijos de Heracles, Festo instó a que los siciones le ofrecieran adoración como dios. Los habitantes de Sición entonces, luego de sacrificar un cordero y quemar sus muslos en el altar de Heracles como dios, dedican parte de su carne a Heracles como héroe. En esta le adoran con el nombre de Cornopión; los habitantes de Eritrea le adoran como Heracles Ipóctono.
De acuerdo con la Praeparatio evangélica (libro 10, xii) de Eusebio de Cesarea, Clemente de Alejandría afirma que «entre el reinado de Heracles en Argos y la deificación del propio Heracles y de Asclepio hay comprendidos treinta y seis años, según Apolodoro el cronista, y de ese momento a la deificación de Cástor y Pólux treinta y tres años, y en algún momento de este tiempo sucedió la captura de Troya». Dado que Heracles gobernó Tirinto en Argos al mismo tiempo que Euristeo gobernó Micenas, y puesto que en esa época Lino era el profesor de Heracles, puede concluirse que estableciendo la fecha en que Lino enseñaba a Heracles en el 1264 a. C. (dada por Jerónimo de Estridón en su Chronicon) la muerte y deificación de Heracles ocurrió aproximadamente en 1226 a. C. Los antiguos griegos celebraban el 12 de octubre la fiesta de la Herakleia en conmemoración de la muerte de Heracles.

## Compañeros de aventuras

### Hilas
Mientras caminaba por tierras salvajes (período de tiempo comprendido entre el asesinato de su mujer, de sus hijos y de sus sobrinos), Heracles fue atacado por los dríopes. Mató a su rey, Tiodamante, y los demás se rindieron y le ofrecieron al príncipe Hilas. El héroe tomó al joven como escudero.
Años después, Heracles e Hilas se unieron a la tripulación del Argo. Como argonautas solo participaron en parte del viaje, ya que por orden de Hera, Hilas fue secuestrado en Misia por las ninfas de la fuente Pegea. El argonauta Polifemo oyó el grito que el muchacho dio al ser capturado y avisó a Heracles. Juntos lo buscaron durante mucho tiempo, y el barco partió sin ellos. Nunca se supo nada más de Hilas, ya que se había enamorado de las ninfas y se había quedado a vivir con ellas.

### Yolao
Sobrino (era hijo de Ificles), amigo y, según algunos autores, también erómeno de Heracles. Fue su principal compañero de aventuras.
En realidad, acompañó a su tío en todos sus trabajos, pero solo le ayudó personalmente en el segundo (y según algunas versiones, en el décimo). También acompañó a Heracles en el Argo.
Se casó con Megara, la primera mujer de su tío, ya que este se la entregó tras matar a sus hijos víctima de la locura, puesto que solo su visión le resultaba demasiado dolorosa (aunque según muchas versiones la mató también a ella). Tuvieron una hija llamada Leipefilena.
Ganó la carrera de caballos de la primera edición de los Juegos Olímpicos, instaurados por su tío.
En sus aventuras independientes, se destacó por participar en la cacería del jabalí de Calidón.
Al mando de los tespíadas, los hijos que Heracles tuvo con las hijas del rey Tespio, colonizó Cerdeña y Sicilia (donde tras su muerte, fue adorado como un héroe). Volvió a Grecia poco antes de la muerte de su tío.
Fue él quien prendió la pira en la que Heracles murió abrasado. Este le dejó en herencia el arco con el que tantas gestas había realizado. Hay algunas versiones que afirman que el arco se quemó junto al héroe, y otras en las que Filoctetes es el que prende la pira y a él le es asignado el arco, con el que consigue grandes victorias en la guerra de Troya.
Tras la muerte de su tío, difundió la adoración a este como un semidiós.
Según Pausanias, murió en Cerdeña, mientras que según Píndaro y otras fuentes, fue enterrado en la tumba de su abuelo Anfitrión, donde también se le rindió culto heroico.
Tal era su apego por los hijos de Heracles, que cuando Euristeo los acosaba, ya después de la muerte de Yolao, este pidió a los dioses del inframundo permiso para recuperar por una hora su juventud y volver de nuevo a la tierra para ayudarlos. El permiso le fue concedido, y vivo durante una hora, mató a Euristeo. Otra versión afirma que recuperó la juventud gracias a la intervención de la diosa Hebe, esposa de Heracles en el Olimpo y, por tanto, su tía.

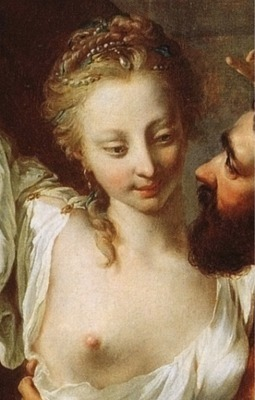
Heracles y Ónfale.

## Consortes, descendencia y amoríos
Heráclidas es el término utilizado para referirse a todos los descendientes de Heracles, aunque también se utiliza (incluso más popularmente) para los descendientes de su hijo Hilo.
| Consorte            | Amoríos y descendencia de Heracles |
| ------------------- | --- |
| Astidamía           | La hija del rey de Ormenia, Amíntor u Ormeno, tuvo de Heracles a Ctesipo. El rey no quiso casar a su hija con Heracles porque ya estaba casado con Deyanira. En consecuencia Heracles tomó Ormenio y se llevó a Astidamía.                                            |
| Astíoque            | Al frente de éstos iba Tlepólemo, insigne por su lanza, a quien dio a luz Astioquía por obra del pujante Heracles; Astíoque era una hija de Filante, el rey de Éfira.                                                                                                 |
| Auge                | A su paso por Tegea, Heracles sedujo a Auge sin saber que era hija de Áleo. Ella dio a luz en secreto un niño y lo ocultó a la criatura en el recinto sagrado de Atenea. Dicen que una cierva recién parida lo amamantó y unos pastores lo llamaron Télefo.           |
| Autónoe             | Una hija de Pireo que fue madre de un tal Palemón. Otros la refieren como Ifínoe, una hija de Anteo. |
| Baletía             | Según Estéfano de Bizancio Baletía o Baletea era una hija de Baleto que le dio a Heracles a Breto. |
| Barge               | De nuevo, según Estéfano de Bizancio, Barge fue la madre, por Heracles, de Bargaso, el epónimo de Bárgasa. |
| Bolbe               | En torno a Apolonia, en la Calcídica, corren dos ríos, el Amites y el Olintíaco. Desembocan ambos en el lago Bolbe. Junto al Olintíaco hay un monumento a Olinto, el hijo de Heracles y Bolbe.                                                                        |
| Calcíope            | La hija de Eurípilo de Cos le dio a Heracles un hijo, Tétalo. Calcíope era hermana, por tanto, de Fídipo y Ántifo, los caudillos del contingente coo durante la guerra de Troya.                                                                                      |
| Cania               | Una ninfa madre de Gelón por Heracles. Acaso el mismo que Gelono, epónimo de los gelonos. |
| Celtine             | Se dice que Heracles, errando por el mundo con el ganado de Gerión, llegó a territorio celta y allí Celtine le ocultó el ganado. A cambio de devolverle las reses Heracles accedió en acostarse con ella y he ahí que nació Celto, epónimo del pueblo celta.          |
| Deyanira            | Por Deyanira, su tercera esposa, Heracles fue padre de Hilo, Ctesipo, Gleno y Onites. Al menos otra versión dice que de esta unión nació la única hija de Heracles, Macaria.                                                                                          |
| Dragona escitia, la | Con una mujer cuyo cuerpo era mitad serpiente, Heracles, a petición de la dragona, se acostó con ella. La dragona alumbró a Agatirso, Gelono y Escites, héroes epónimos de los agatirsos, gelonos y escitas, respectivamente.                                         |
| Epicasta            | Téstalo nació de la unión entre Heracles y Epicasta, la hija de Augías. |
| Fíalo               | Se dice que cuando Heracles pasaba por Arcadia visitó el monte Ostracina, en donde sedujo a la hija de Alcimedonte, Fíalo o Filo. Ésta, junto a su hijo recién nacido, Ecmágoras, fue abandonada hasta que Heracles los rescató.                                      |
| Hebe                | La cuarta y última esposa de Heracles. Éste, una vez inmortalizado y ascendido al Olimpo, fue reconciliado con Hera. Como acto reconciliador se desposó con su hija Hebe, y ella a su tiempo alumbró a Alexíares y Aniceto.                                           |
| Lavinia             | Según cuentan algunos historiadores, entre los que está Polibio de Megalopolis, el nombre de Palatino viene de Palante o Palas, un muchacho que murió allí; dicen que era hijo de Hércules y Lavinia, la hija de Evandro.                                             |
| Málide o Malis      | Por una esclava de la reina Ónfale, llamada Málide, Heracles engendró a Acelo. |
| Meda                | El hijo de Heracles y Meda, hija de Filante de Éfira, fue Antíoco. Éste dio su nombre a la tribu griega de los antíocos. |
| Mégara              | La primera esposa de Heracles fue la tebana Mégara, la hija de Creonte. Ésta le dio tres hijos llamados Terímaco, Deicoonte y Creontíades. Otros dicen que sólo eran dos, Terímaco y Ofites.                                                                          |
| Mélite (1)          | Según un escolio sobre Aristófanes, Mélite era una amante de Heracles que fue iniciada en los misterios menores durante su estancia en el Ática. En el demo de Mélite había un templo de Heracles protector del mal (Alexikakos).                                     |
| Mélite (2)          | Otra amante de Heracles también se llamaba Mélite. Con esta náyade, hija del río Egeo que discurre por Esqueria, Heracles engendró a Hilo. |
| Mirto               | Esta hija de Menecio de Opunte y hermana de Patroclo tuvo una hija llamada Euclea. |
| Ónfale              | La reina Ónfale, segunda esposa de Heracles, engendró a Agelao. De éste desciende la estirpe de Creso. Pausanias dice que Tirseno fue hijo de una mujer lidia, probablemente refiriéndose a Ónfale.                                                                   |
| Palanto             | La mitología romana nos dice que Hércules y Palanto, del pueblo de los hiperbóreos, fueron los padres del epónimo del Lacio, Latino. |
| Parténope           | Con Parténope, la hija del rey Estínfalo de Arcadia, Heracles engendró a Everes. |
| Psófide o Psofis    | La hija del tirano siciliano Érice, llamada Psófide, fue embarazada por Heracles. Equefrón y Prómaco, que nacieron de esta unión, fueron cuidados por Licortas, amigo de Heracles.                                                                                    |
| Pirene              | Según una versión tardía Pirene, hija del rey Bebricio, alumbró una serpiente tras yacer con Hércules. Pirene huyó asustada y murió pero Hércules le hizo una tumba rocosa hasta formar los montes Pirineos.                                                          |
| Rea                 | Virgilio nos dice que con la sacerdotisa Rea Hércules fue padre de Aventino, enemigo de Eneas. |
| Tebe                | Hija del pelasgo Adramito, epónimo Adramitio o bien del río Gránico. Dijo que se casaría con quien pudiera vencerla en una carrera, pero Heracles fue más rápido que ella. No tuvieron hijos, aunque Tebe dio su nombre a la Tebas hipoplaciana.                      |
| Tespíades, las      | Heracles se acostó con todas las hijas del rey Tespio y con cada una tuvo un hijo varón. Unos dicen que con la mayor, Procris, Heracles tuvo dos hijos; o bien dos de las muchachas tuvieron cada una gemelos; o bien que una de las Tespíades se negó a unirse a él. |
| Tinge               | Se dice que con la esposa de Anteo, Tinge, Heracles tuvo a Sófax. |
| Tiro                | Le pidió a su amante Heracles que le consiguiera un vestido púrpura (púrpura de Tiro). |
| Yole                | Deseando casarse Heracles se enteró de que Éurito daba a su hija Yole en matrimonio, Heracles la requirió pero Éurito se la denegó. Después Heracles saqueó Ecalia y se llevó a Yole cautiva. Tras su muerte le pidió a su hijo Hilo que se desposase con Yole.       |

Las fuentes todavía nos presentan otros hijos de Heracles concebidos con mujeres innominadas. Con una mujer celta Heracles engendró a Gálates. Con una esclava de Yárdano fue padre de Alceo, llamado Cleodeo en otra fuente. Heracles también tuvo unión con una hija de Sileo, que en otra fuente es llamada Jenódoce y también es muerta (y no amada) por el propio Heracles. Incluso una versión latina dice que el propio literato Diodoro desciende de una hija innominada de Afra. Finalmente se citan otros hijos de Heracles de madres desconocidas, como Agileo, Amátoo, Arquelao, Azón, Cromis, Cirno, Dexámeno, Eveno, Leucipo, Leucites (nombre conservado corrupto), Lido y Festo o Rópalo. De éstos poco o nada más se sabe. De la misma manera otras dos hijas de Heracles, sin conocerse la madre, son Manto, que dio nombre a Mantua y Pandaia, que concibió en la India.

### Amantes masculinos
Según el Erótico de Plutarco, «de Heracles enumerar todos los amores (masculinos) resulta laborioso debido a su multitud». Clemente nos proporciona la siguiente lista, aunque no ofrece más detalles al respecto: Abdero, Dríope, Yocasto, Filoctetes, Hilas, Polifemo, Hemón, Cono y Euristeo.
- Abdero: Encargado de las yeguas carnívoras del tracio Diomedes, que terminarían matándole. Heracles fundó la ciudad de Abdera en su honor, donde era homenajeado con juegos. Dice Helánico que Heracles y Abdero fueron, en realidad, amantes,[94][93] y Focio también está de acuerdo, añadiendo que Abdero era hermano de Patroclo.[95]
- Admeto: Se dice que Heracles salvó a Alcestis, ya desahuciada, por complacer a Admeto, que amaba a su mujer y era amado por aquél. También se dice que el propio Apolo era amante de Admeto por entonces.[34]
- Adonis: Se dice que fue Afrodita, a causa de Adonis a quien tanto ella como Heracles amaban, enseñó al centauro Neso la trampa con la que atrapar a Heracles.[96]
- Argos: Focio nos dice que la nave Argo tomó su nombre de un hijo de Jasón, Argos, y que por amor a éste se enroló en la expedición hasta Escitia.[97]
- Córito: Un muchacho íbero que también era amado por Heracles; se dice que fue el primero en fabricar un casco y de ahí tomó su nombre.[98]
- Diomo: Un muchacho epónimo de la demo de Diomea en el Ática. Se dice que Heracles se enamoró de Diomo cuando fue recibido como huésped por Colito, el padre de Diomo.[99][100]
- Elácatas: Un erómeno espartano, honrado en un santuario durante las Elacateas (juegos anuales), según Sosibio.[101]
- Estiquio: un muchacho etolio que fue muerto por Heracles cuando este estaba preso por la locura; se dice que fue el único héroe por el que se lamentó Heracles.[102]
- Euristeo: En una fuente tardía se nos dice que Heracles era amante de Euristeo y que realizó los doce trabajos sólo para complacerle.[103][93]
- Filoctetes: Según Marcial, también fue el heredero del arco del héroe y quien encendió su pira. Más tarde fue el maestro de Neoptólemo, hijo de Aquiles. Al menos en dos fuentes se nos dice que Filoctetes y Heracles fueron también amantes.[99][93]
- Frix: Descrito como amante de Heracles, nada más se sabe de él.[99]
- Hilas: Teócrito nos cuenta cómo Heracles, afligido entre sollozos por la pérdida de su amado Hilas, fue a intentar rescatarlo en vano.[104][105][99][93]
- Ífito: Este hijo de Éurito de Ecalia y hermano de Yole fue amante, al menos en una fuente, de Heracles.[98]
- Néstor: Se dice que Heracles, al matar a Neleo y sus hijos, tomó entonces al joven Néstor como su amante, perdonándole la vida. Heracles amaba a Néstor especialmente por su sabiduría.[106]
- Nireo: Se dice de éste que era «el hombre más bello de los llegados al pie de Ilio, más que los demás dánaos, excepto el intachable Pelida».[107] Al menos en una fuente se dice que Nireo también fue amante de Heracles.[108]
- Peritoante: Descrito como amante de Heracles, nada más se sabe de él.[99]
- Quirón: Eratóstenes nos dice que Heracles acudió hasta él movido por el amor, y convivió con él en su caverna dando honra a Pan.[109]
- Sóstrato: Pausanias menciona a este joven natural de Dime, en Acaya. Dice que murió joven y Heracles lo enterró en las afueras de la ciudad, y a su debido tiempo recibió un culto como héroe local.[110]
- Yolao: Natural de Tebas, el sobrino de Heracles le ayudó en diversas ocasiones, participando especialmente como su auriga. Plutarco cuenta que en su época las parejas masculinas bajaban a su tumba en Tebas para prestar juramento de fidelidad a él y entre ellos.[34][111]

## Interpretaciones antiguas y modernas
A través de la cultura grecobudista, el simbolismo heráclida fue transmitido al lejano oriente. Un ejemplo de ello ha llegado hasta la época moderna en las deidades guardianas Niō que se hallan frente a los templos budistas japoneses.

## Hércules en el cine y la TV

### Cine
| Año  | Título                                           | Título en español                                                                                        | Director                      | País                          | Género             |
| ---- | ------------------------------------------------ | --- | ----------------------------- | ----------------------------- | ------------------ |
| 1958 | Le fatiche di Ercole                             | Los Viajes de Hércules                                                                                   | Pietro Francisci              | Bandera de Italia             | Aventura           |
| 1959 | Ercole e la regina di Lidia                      | Hércules y la Reina de Lidia                                                                             | Pietro Francisci              | Bandera de Italia             | Aventura           |
| 1959 | La vendetta di Ercole                            | La Venganza de Hércules                                                                                  | Vittorio Cottafavi            | Bandera de Italia             | Aventura           |
| 1960 | Gli amori di Ercole                              | Los Amores de Hércules                                                                                   | Carlo Ludovico Bragaglia      | Bandera de Italia             | Aventura           |
| 1961 | Maciste contro Ercole nella valle dei guai       | Maciste contra Hércules en el Valle de la Tribulación                                                    | Mario Mattoli                 | Bandera de Italia             | Aventura / Parodia |
| 1961 | Ercole al centro della terra                     | Hércules en el Centro de la Tierra                                                                       | Mario Bava                    | Bandera de Italia             | Aventura           |
| 1962 | Ulisse contro Ercole                             | Ulises contra Hércules                                                                                   | Mario Caiano                  | Bandera de Italia             | Aventura           |
| 1962 | The Three Stooges Meet Hercules                  | Los Tres Chiflados conocen a Hércules                                                                    | Edward Bernds                 | Bandera de Estados Unidos     | Comedia            |
| 1963 | Ercole sfida Sansone                             | Hércules contra Sansón                                                                                   | Pietro Francisci              | Bandera de Italia             | Aventura           |
| 1963 | Golia e il cavaliere mascherato                  | Goliat contra el Caballero Enmascarado (a veces traducido como Hércules contra el caballero enmascarado) | Piero Pierotti                | Bandera de Italia             | Aventura           |
| 1964 | Maciste nell'inferno di Gengis Khan              | Maciste contra los Bárbaros (a veces traducido como Hércules contra los Bárbaros)                        | Domenico Paolella             | Bandera de Italia             | Aventura           |
| 1964 | Il trionfo di Ercole                             | El Triunfo de Hércules                                                                                   | Alberto De Martino            | Bandera de Italia             | Aventura           |
| 1964 | Ercole contro Roma                               | Hércules Contra Roma                                                                                     | Piero Pierotti                | Bandera de Italia             | Aventura           |
| 1964 | Ercole contro i figli del sole                   | Hércules Contra los Hijos del Sol                                                                        | Osvaldo Civirani              | Bandera de Italia             | Aventura           |
| 1964 | Ercole contro i tiranni di Babilonia             | Hércules y los Tiranos de Babilonia                                                                      | Domenico Paolella             | Bandera de Italia             | Aventura           |
| 1964 | Ercole, Sansone, Maciste e Ursus gli invincibili | Combate de Gigantes                                                                                      | Giorgio Capitani              | Bandera de Italia             | Aventura           |
| 1969 | Hercules in New York                             | Hércules en Nueva York                                                                                   | Arthur Allan Seidelman        | Bandera de Estados Unidos     | Comedia            |
| 1983 | Hercules                                         | El Desafío de Hércules                                                                                   | Luigi Cozzi                   | Bandera de Italia             | Aventura           |
| 1985 | Le avventure dell'incredibile Ercole             | Las Aventuras de Hércules                                                                                | Luigi Cozzi                   | Bandera de Italia             | Aventura           |
| 1986 | Gerakl u Admeta                                  | Hércules y Admeto                                                                                        | Anatoly Petrov                | Bandera de la Unión Soviética | Animación          |
| 1993 | Hercules Returns                                 | El Regreso de Hércules                                                                                   | David Parker                  | Bandera de Australia          | Comedia            |
| 1997 | Hercules                                         | Hércules                                                                                                 | Ron Clements y John Musker    | Bandera de Estados Unidos     | Animación          |
| 1997 | Burbank's Hercules                               | Hércules                                                                                                 | Leonard Lee y Roz Phillips    | Bandera de Australia          | Animación          |
| 1997 | Hercules and Xena: The Battle for Mount Olympus  | Hércules & Xena: La Batalla por el Monte Olimpo                                                          | Lynne Naylor                  | Bandera de Estados Unidos     | Animación          |
| 1998 | Young Hercules                                   | El Joven Hércules                                                                                        | T.J. Scott                    | Bandera de Estados Unidos     | Aventura           |
| 1999 | Hercules: Zero to Hero                           | Hércules: De Cero a Héroe                                                                                | Bob Kline                     | Bandera de Estados Unidos     | Animación          |
| 2000 | Herkules                                         | Hércules                                                                                                 | Ludwig Ickert y Simone Greiss | Bandera de Alemania           | Animación          |
| 2014 | The Legend Of Hercules                           | Hércules: El Origen de la Leyenda                                                                        | Renny Harlin                  | Bandera de Estados Unidos     | Aventura           |
| 2014 | Hercules                                         | Hércules                                                                                                 | Brett Ratner                  | Bandera de Estados Unidos     | Aventura           |

### Película para televisión
| Año  | Título                               | Título en español                      | Director        | País                      | Género    |
| ---- | ------------------------------------ | -------------------------------------- | --------------- | ------------------------- | --------- |
| 1994 | Hercules and the Amazon Women        | Hércules y las Amazonas                | Bill L. Norton  | Bandera de Estados Unidos | Aventura  |
| 1994 | Hercules and the Lost Kingdom        | Hércules y el Reino Perdido            | Harley Cokeliss | Bandera de Estados Unidos | Aventura  |
| 1994 | Hercules and the Circle of Fire      | Hércules y el Círculo de Fuego         | Doug Lefler     | Bandera de Estados Unidos | Aventura  |
| 1994 | Hercules and the Lost Kingdom        | Hércules y el Reino Perdido            | Harley Cokeliss | Bandera de Estados Unidos | Aventura  |
| 1994 | Hercules in the Underworld           | Hércules en el Mundo Subterráneo       | Bill L. Norton  | Bandera de Estados Unidos | Aventura  |
| 1994 | Hercules in the Maze of the Minotaur | Hércules en el Laberinto del Minotauro | Josh Becker     | Bandera de Estados Unidos | Aventura  |
| 1999 | Hercules and the Arabian Night       | Hércules y la Noche de Arabia          | Phil Weinstein  | Bandera de Estados Unidos | Animación |
| 2005 | Hercules                             | Hércules                               | Roger Young     | Bandera de Estados Unidos | Aventura  |

### Series
| Año       | Título                           | Título en español                | Creador                       | País                      | Género              |
| --------- | -------------------------------- | -------------------------------- | ----------------------------- | ------------------------- | ------------------- |
| 1963-1966 | The Mighty Hercules              | Poderoso Hércules                | Adventure Cartoon Productions | Bandera de Canadá         | Animación           |
| 1995-1999 | Hercules: The Legendary Journeys | Hércules: Los Viajes Legendarios | Christian Williams            | Bandera de Estados Unidos | Aventura            |
| 1998-1999 | Hercules: The Animated Series    | Hércules: La Serie Animada       | Walt Disney Television        | Bandera de Estados Unidos | Animación           |
| 1998-1999 | Young Hercules                   | El Joven Hércules                | Robert Tapert                 | Bandera de Estados Unidos | Aventura            |
| 2004      | Fate/stay night                  | Fate/stay night                  | Kinoko Nasu                   | Bandera de Japón          | Acción/Sobrenatural |
| 2016      | Once Upon a Time                 | Érase una vez                    | Jonathan Whitesell            | Bandera de Estados Unidos | Aventura/Drama      |
| 2021      | Shuumatsu no valkyrie            | Record of Ragnarok               | Takeo Ono                     | Bandera de Japón          | Acción/Seinen       |